# Israel–Palestina-konflikten
Israel–Palestina-konflikten är en aspekt av den arab-israeliska konflikten och åsyftar de motsättningar som uppstått mellan den judiska staten Israel och dess judiska befolkningsmajoritet å ena sidan och de palestinska araberna å andra sidan. Konflikten mellan araber och judar började redan på 1920-talet i Brittiska Palestinamandatet, trappades ned under andra världskriget  och eskalerade igen från 1946.  Konflikten utvecklades till att även inbegripa omkringliggande arabiska stater 1948 när  den nyskapta staten Israel attackerades och senare Iran. Konflikten har sin grund i att både judar och araber gör anspråk på samma territorium.
Sionisterna strävade efter att skapa ett nationellt hem för det judiska folket i den historiska regionen Palestina. Detta anspråk på området mötte starkt motstånd från de icke judiska delarna av befolkningen som till största del bestod av muslimska araber. Ytterligare orsaker till dagens konflikt är spänningar som uppstod mellan judar och araber efter bland annat ökad immigration, – framför allt judisk, men även arabisk sådan – krockande nationalism mellan judar och araber, dubbla löften från britterna, eskalerande våldsdåd och arabiskt motstånd till tvåstatslösningar i området som idag utgör Israel och palestinska områden.

## Historia

### 1800–1922
Under 1800-talet började en judisk nationalism, med en egen judisk stat som mål, att utvecklas i Europa. Idén hade sin grund i att den ökande antisemitismen inte kunde övervinnas och att den så kallade judefrågan i Europa enbart kunde lösas genom bildandet av en judisk stat. Denna strävan kom från 1893 att kallas sionism Förhoppningen var att en självständig judisk stat skulle grundas i regionen Palestina, som under antiken dominerades av judar och som enligt bibeln var hemvist åt Kungariket Israel. Det hade alltid funnits en judisk närvaro i området: när sionismen etablerades 1898 utgjorde judar dock bara en mycket liten minoritet av befolkningen i den del av Osmanska riket som då kallades för Palestina.
I början av 1900-talet började också den arabiska nationalismen växa, med krav på ökad autonomi inom Osmanska riket, liksom bland annat rätt till skolgång på arabiska och att värnplikten under fredstid skulle få göras i närområdet. Den så kallade första arabkongressen hölls i Paris 1913, där en viktig fråga var utarbetandet av ett program för strävan att den arabiska befolkningen i Osmanska riket skulle få samma rättigheter som den turkiska befolkningen, bland annat med representation på alla politiska nivåer och ett erkännande av arabiskan som officiellt språk i landet. Det höjdes också röster för en mer decentraliserad stat med större autonomi för de arabiska delarna.
I början av första världskriget sökte Storbritannien nya allierade i kriget mot Osmanska riket eftersom osmanerna hotade att ta kontroll över Suezkanalen. Osmanska riket hade placerat 750 000 soldater i Syrien och Palestina och gjorde i januari 1917 ett anfall som tillfälligt nådde ända fram till Suezkanalen För att få stöd från arabiska nationalister i kriget mot Osmanska riket utlovade Storbritannien 1916 i det så kallade McMahon-Husain-avtalet att Palestina skulle bli en del av en arabisk stat. Damaskus skulle bli huvudstad i den nya staten, ett arabiskt Storsyrien. Resultatet blev den arabiska revolten vars armé kom att spela en viktig militär roll i kriget mot Osmanska riket. Palestina intogs 1917, Damaskus omringades av styrkor från det Storbritannien och den Arabiska revolten och intogs sedan utan strid den 3 oktober 1917. Sedan blev det konflikt om vem som skulle få styra Syrien. Drömmen om en stor, självständig arabisk stat med Damaskus som huvudstad, ett arabiskt Storsyrien, krossades i juni 1920 av en fransk arme utrustad med modernt artilleri. Se vidare slaget vid Maysalun. Palestina blev ett Brittiskt protektorat. 
För att få ökat stöd från judar i hela världen i kriget mot Tyskland och Osmanska riket utfärdade Storbritannien 1917 den så kallade Balfourdeklarationen 1917 där Storbritannien lovade stödja en ökad judisk emigration till Palestina, dock utan något löfte om att det skulle bildas någon fristående judisk stat. Även redan existerande religioners rättigheter skulle respekteras.

### 1922–1946
Under den brittiska mandattiden 1920–1948 ökade invandringen av judar. 1919-1924 invandrade ungefär 50 000, i huvudsak unga judar från den ryska och polska landsbygden. En större invandringsvåg kom 1924-1926, främst polsk-judiska köpmän och hantverkare. Den sionistiska kolonisationen av Palestina innebar att jord köptes upp, jordbruk etablerades och judiska industrier utvecklades. Under återstoden av 1920-talet var invandringen av judar obetydlig. Judarna hade fått känna av arabernas motvilja. Efter nazisternas maktövertagande i Tyskland år 1933 ökade invandringen av judar kraftigt. 1936 gick araberna till aktion mot både judar och engelsmän med krav på begränsning av invandringen och ett slut på det brittiska styret av Palestina. En arabisk generalstrejk pågick i 6 månader Den brittiska reaktionen på kraven på självstyre var mycket negativ. För britterna var brittisk kontroll över oljeledningen mellan Irak och Haifa landvägen till den brittiska kolonin Indien av mycket stor strategisk betydelse. De arabiska protesterna slogs ner med mycket brutala metoder och många arabiska palestinska ledare tvingade i exil. 1936 föreslog den brittiska Peel-kommissionen bildandet av en judisk stat med en tioårig övergångstid under brittiskt styre på ett mindre område än det som senare blev staten Israel. 1939 svängde den brittiska regeringen i en mer arabvänlig riktning, förkastade förslaget om att bilda en judisk stat och ville begränsa den judiska invandringen. Detta ledde till en brytning och en öppen konflikt mellan britterna och vissa judiska organisationer. 1940-1946 utförde dessa många attentat i Palestina riktat mot brittiska intressen, bland annat sprängdes ett stort antal järnvägsbroar. De judiska organisationerna ville öka möjligheterna till judisk invandring och bilda en judisk stat. Under år 1919-1944 invandrade 400 000 judar. 1945 var judarna 579 227 individer, 31,5 % av befolkningen i det dåvarande Brittiska mandatet Palestina. 1945-1946 var den brittiska regeringen avvisande till en delning av Palestina. Medlemmar av judiska organisationer som ville ha en judisk stat sprängde därför det brittiska militärhögkvarteret i Jerusalem 1946 
Efter andra världskriget slut 1945 ökade invandringen av judar ytterligare, främst från östeuropeiska länder. Arabiska nationalister hade visioner om en självständig, stor arabisk stat som skulle innefatta ett större område än dagens Israel; judiska organisationer hade visionen om en egen, judisk stat med judisk majoritet.

### 1947 förslag om delning i två stater
1947 ändrade sig den brittiska regeringen och la fram en delningsplan som förkastades av både judar och palestinier. Storbritannien vände sig då till FN som tillsatte en kommission under det svenska justitierådet Emil Sandström. Sandström-kommissionens majoritetsutlåtande innebar att Palestina borde delas i en judisk och arabisk stat, dock i ekonomisk union. Förslaget godkändes i FN i november 1947 med en mindre justering av ytan. Staden Jerusalem skulle ställas under FN:s förvaltarskap. Den föreslagna judiska staten skulle ha 55 procent av Palestinas yta och den arabiska staten cirka 44 procent. Judarna godtog delningsförslaget men de palestinska araberna och de arabiska grannstaterna motsatte sig förslaget. Under 1947 stegrades konflikten i Palestina mellan judar och palestinska araber, rena massakrer utfördes i vissa byar av irreguljära förband.

### 1948 Krig
Den judiska staten Israel utropades i maj 1948 i enlighet med FN:s delningsplan, varpå samtliga omkringliggande arabländer följande dag förklarade krig och gick till angrepp mot den nybildade staten. Israel gick segrande ur kriget och expanderade sina gränser till 77 procent av forna Palestina. Till följd av striderna och kriget 1947-1949 flydde eller fördrevs uppskattningsvis 700 000 palestinska, muslimska och kristna araber från sina hem och tog sin tillflykt till flyktingläger i grannländerna samt på Västbanken och Gazaremsan. De blev statslösa flyktingar. 

### 1950 Konflikt om rätten att återvända till Israel
1950 antog staten Israel Law of Return (5710-1950), en lag om israeliskt medborgarskap som gjorde muslimer och kristna som flytt från Israel inte fick samma rätt återvända till  Israel. Lagen innebar att som hade minst en judisk far- eller morförälder fick rätt att invandra Israel och bli en så kallad "oleh"(återvändare) och erhålla israeliskt medborgarskap inom ett antal månader efter ankomsten till Israel under förutsättning att de avsade sig medborgarskapet sitt gamla hemland.  För att klassas som "oleh" (återvändare), enligt denna lag, behöver personen eller dess partner inte ha bott i Israel eller Palestina tidigare. Muslimer och kristna som bott i Israel eller Palestina klassades inte som "oleh"(återvändare). 
Mark och bostäder som tillhört som  flytt landet under krigen och inte var judar beslagtogs av israeliska staten och såldes vidare till judar. Flyktingarna och deras ättlingar tillerkändes flyktingstatus av FN. Även judar bosatta i arabländer fördrevs och många av dem flydde till Israel, där de välkomnades som medborgare.
Cirka 700 0000 palestinska araber flydde 1947-1950 från det område som blev Israel samtidigt som motsvarande antal judar invandrade. När allmänna val till knesset började hålla i staten Israel var majoriteten av de röstberättigade judar. Om en motsvarande folkomröstning hade hållits före 1947 hade judar varit i minoritet.

### 1951–1955
Någon självständig arabisk stat i Palestina etablerades inte. Resterna av den föreslagna arabiska staten, det vill säga Gazaremsan och Västbanken kontrollerades efter 1948 års krig av Egypten respektive Jordanien. Runt 700 000 palestinier som flytt eller fördrivits från sina hem blev statslösa flyktingar; staten Israel accepterade inte att de skulle få registreras som medborgare i staten Israel trots ett FN-beslut 1949 om att de skulle få återvända.

### 1956 krig igen
1956 utbröt det andra arabisk–israeliska kriget, som kom att kallas Suezkrisen. Israel intog i stort sett hela Sinaihalvön från Egypten. 

### 1967 krig en gång till
I juni 1967 utbröt det tredje arabisk–israeliska kriget som kom att kallas sexdagarskriget som resulterade i att Israel ockuperade hela det forna mandatområdet Palestina, inklusive Gazaremsan, Västbanken och Jerusalem. Dessutom erövrade Israel Golanhöjderna från Syrien. I oktober 1973 överraskade Egypten och Syrien Israel genom ett militärt anfall under den viktigaste och allvarligaste judiska högtiden Jom Kippur. Jom kippur-kriget blev det femte arabisk–israeliska kriget.
Israel har sedan 1967 byggt flera bosättningar på Västbanken, vilket strider mot internationell rätt. Idag (2024) bor över en halv miljon israeler på Västbanken, liksom även tre miljoner palestinier.
Under 1950-talet byggde palestinier i exil upp Palestinas nationella befrielserörelse, Fatah. Den första militära operationen mot Israel utfördes 31 december 1964. Fatah kom att ingå som en gren i den palestinska befrielseorganisationen (PLO). Basen för deras gerillaoperationer mot Israel blev Jordanien. Efter ett blodigt inbördeskrig 1970–71 kastades PLO ut ur Jordanien och etablerade sig istället i södra Libanon. Palestinska gerillaoperationer mot Israel från Libanon föranledde israelisk militär att invadera Libanon 1978 och 1982. I samband med invasionen 1982 hindrade inte Israel libanesisk kristen milis att utföra den så kallade Sabra-Shatila-massakern i palestinska flyktingläger.
I december 1987 utbröt ett palestinsk folkligt uppror med demonstrationer och stenkastning i Gazaremsan och på Västbanken. Upproret kom att kallas intifadan och kom sedermera att följas av en israelisk-palestinsk fredsprocess som banade väg för en tvåstatslösning. Processen gick dock i baklås 1996-99 efter att Benjamin Netanyahu valts till israelisk premiärminister . År 2000 utbröt en andra intifada som innebar slutet för fredsprocessen. Efter 2000 utkämpades ett lågintensivt israelisk–palestinskt krig där palestiniernas viktigaste vapen kom att bli självmordsbombare. Som en reaktion på självmordsbombningar och andra attacker inledde Israel bygget av en barriär på Västbanken. Palestinska raketattacker mot Israel inleddes 2001. Israelisk militär flygbombade Gazaremsan 2008 och marktrupper gick in i området 2009. Detta följdes av förnyade stridigheter i Gazaremsan 2012 och 2014. Hamas, en terrorstämplad islamistisk palestinsk rörelse som i praktiken styr i Gazaremsan sedan 2007, har fortsatt attackera Israel med raketbombningar. Efter Hamas maktövertagande 2007 har Israel och Egypten upprätthållit en blockad av Gaza. 
Israel-Palestina-konflikten pekas ofta ut som väldigt komplex, och kallas ibland för "konflikternas konflikt". Landet anses vara heligt av de abrahamitiska religionerna, varför både muslimer och judar av religiösa skäl har svårt att avsäga sig territorium. Detsamma gäller i ännu högre grad för Jerusalems gamla stad, där både klagomuren och al-Aqsa-moskén finns. Utöver gränsdragningar finns flera andra svårlösta konfliktpunkter. Dessa innefattar bland annat de israeliska bosättningarnas framtid, den palestinska flyktingfrågan, blockaden av Gaza, och Israels säkerhet. Palestinierna kämpar fortfarande för sina rättigheter i Israel. Någon lösning på konflikten finns ännu inte i sikte.
I enlighet med FN:s delningsplan från 1947 utropade sig Israel som stat och invaderades omedelbart av samtliga arabiska grannländer (1948 års arabisk-israeliska krig). Israel stod emot anfallet och kriget avslutades med ett vapenstillestånd 1949. Efter kriget blev judarna i majoritet i den nya staten Israel då ett mycket stort antal muslimska och kristna palestinier flytt till grannländerna samtidigt som judar från Europa och mizrahi- och sefardi-judiska flyktingar från den arabiska världen (inklusive Västbanken) strömmade in. Västbanken (känd som Judeen och Samarien av judarna) ockuperades av Jordanien och Gazaremsan ockuperades av Egypten.
I juni 1967 mobiliserade Egypten sina trupper på Sinaihalvön och hotade att utplåna Israel. Detta resulterade i att Israel startade Sexdagarskriget med en flygräd mot egyptiska flygfält. Jordanien och Syrien förklarade då krig mot Israel, men Israel vann mot samtliga länder och erövrade Gazaremsan och Sinaihalvön från Egypten, Västbanken från Jordanien och Golanhöjderna (annekterat av Israel 1981) från Syrien.

### 1967–nutid
Sinai lämnades tillbaka till egyptierna i utbyte mot deras erkännande av Israel som stat. Jordanien avsade sig alla territoriella krav på Västbanken, och Egypten sina krav på Gazaremsan – områden som palestinierna ville ha till sin egen stat. Israel annekterade 1980 Östra Jerusalem under Jerusalemlagen.
År 2005 avslutade Israel sin ockupation av Gazaremsan och bosättningarna utrymdes enligt ett politiskt beslut från 2004. Man hoppades att det skulle främja fred i regionen, men så blev inte fallet. Istället vann organisationen Hamas, som är terroriststämplad av bland annat Australien, Storbritannien och USA, den politiska makten i valet 2006. Året efter avrättade Hamas politiska motståndare i Gazaremsan, i det som senare blev känt som "Slaget om Gaza", och omvandlade därmed området till en totalitär och islamistisk diktatur. När Hamas raketbeskjutningar från Gazaremsan mot israeliska städer fortsatte, även efter att de fått den politiska makten, inledde Israel en offensiv mot Gazaremsan. Från 2007 inleddes även blockaden av Gaza.
Ett flertal krig mellan Israel och Hamas kom sedan att prägla de närmaste åren. I december 2008 inledde Israel massiva bombattacker mot Hamas, följt av en markoffensiv mot Gaza. I november 2012 trappades spänningarna upp till krigsläge igen, sedan Israel skjutit ihjäl ledaren för Hamas militära gren. Efter en veckas strider ingicks vapenvila. Sommaren 2014 var det dags på nytt. Under sju veckor av krig avfyrade militanta palestinier drygt 4 500 raketer eller granater mot Israel, som genomförde över 5 200 flyganfall mot Gaza. Israel satte även in marktrupper för att förstöra tunnlar som palestinier byggt för att ta sig in i Israel och utföra attacker. 2021 utbröt en konfrontation mellan Israel och palestinier i Gaza. Efter elva dagar av intensivt bombkrig nåddes vapenvila.
Kriget mellan Hamas och Israel inleddes den 7 oktober 2023 och är pågående.

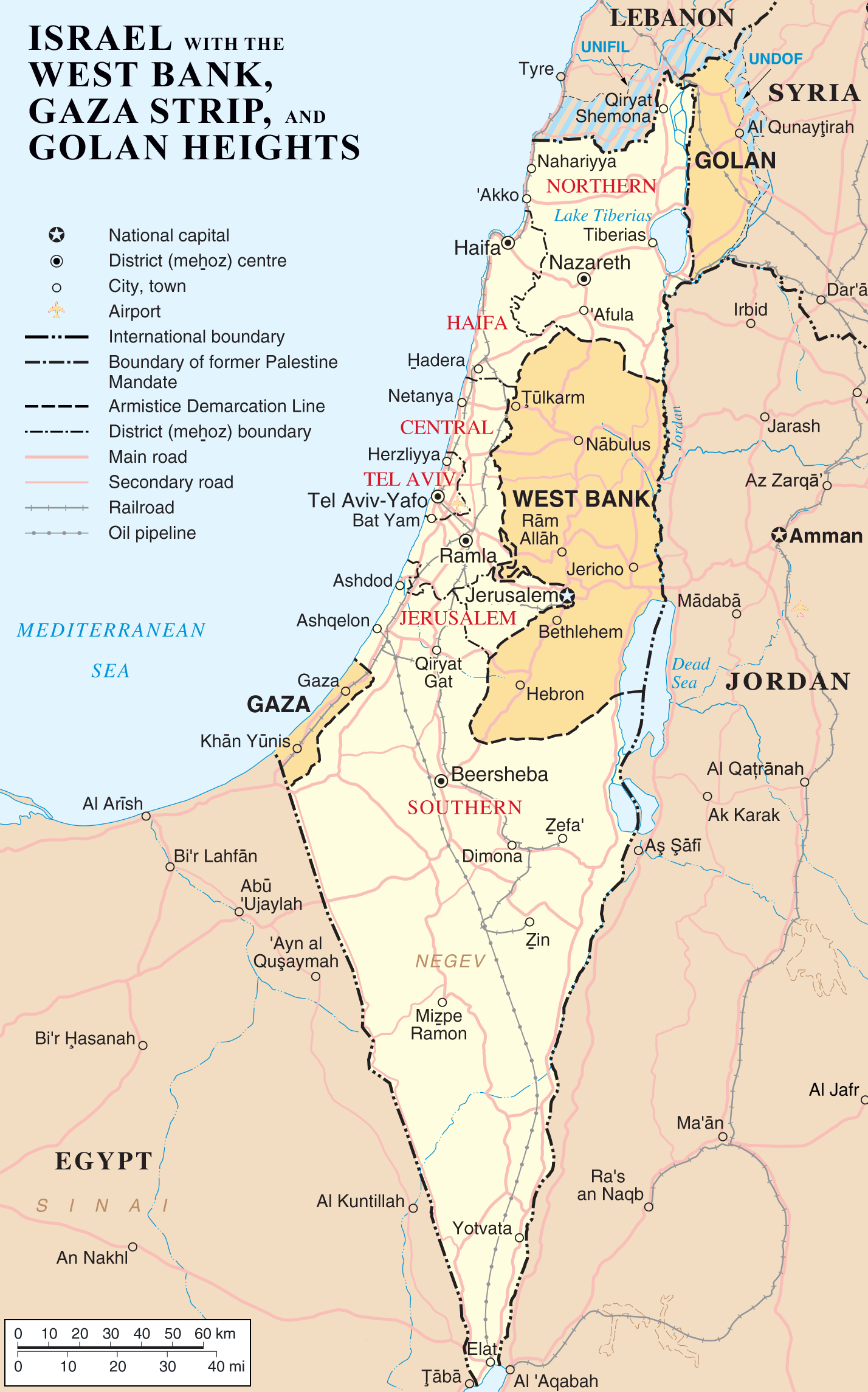
Israel, med Västbanken, Gazaremsan och Golanhöjderna.

## Konfliktens ursprung

### Tanken på en judisk stat i Palestina uppstår
Alltsedan Jerusalem erövrades och förstördes av romerska trupper under Titus ledning år 70 har tanken att återupprätta en judisk statsbildning hållits vid liv inom det judiska folket. I slutet av 1800-talet hade en ny judisk rörelse vuxit fram, sionismen, vars mest kände företrädare var den österrikiske juden Theodor Herzl. Herzls bok Judestaten bidrog till att det judiska folket såg framför sig en ny väg undan det förtryck och den förföljelse de hade fått utstå under större delen av de två senaste årtusendena, men även en väg undan från en tilltagande assimilation. Vid denna tidpunkt i slutet av 1800-talet hade dessutom en ny våg av antisemitism vuxit fram, och bland judar stärktes därför tilltron till Herzls tanke om att skapa en fristat för all världens judar.

### Löften om arabiskt självstyre
Under det första världskriget skedde ett flertal förändringar i Mellanöstern där osmanerna besegrades av britterna, inte minst som ett resultat av stödet från araberna. Detta skedde med löften om arabisk självständighet i området. Det mest betydande avtalet om arabisk självständighet skrevs mellan britter och araber år 1915, det så kallade McMahon-Husain-avtalet, efter en brevväxling mellan High Commissioner, det vill säga britternas officiella representant för engelskt välde i Egypten, Henry McMahon, och sharifen (guvernören) av Mecka, blivande kungen av Hejaz, Hussein ibn Ali. Avtalet nämner ett antal områden som ett arabiskt självstyre skulle omfatta. Däremot nämns inte Palestina uttryckligen, vilket alltsedan dess varit föremål för debatt och kontrovers.

### Judarna vädjar till England

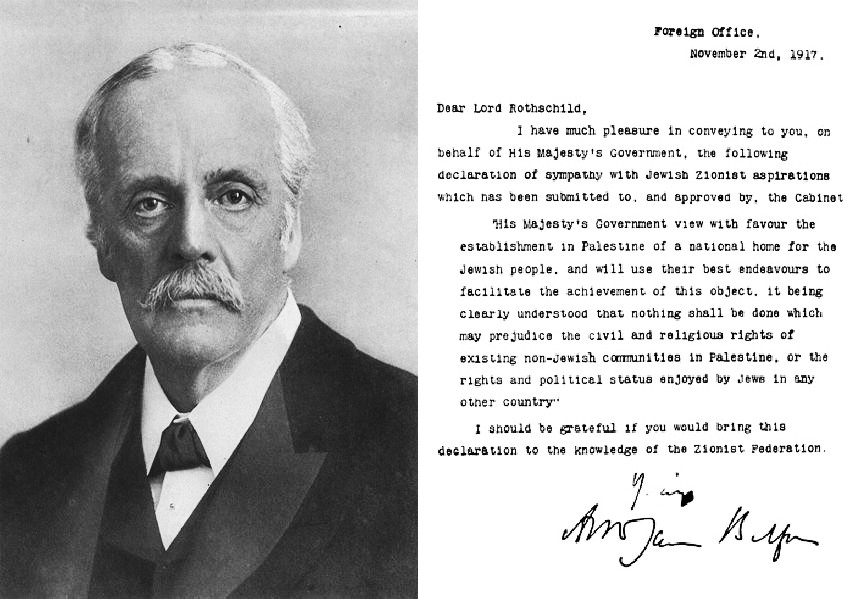
Balfourdeklarationen (1917) av den brittiska regeringen stödde inrättandet av ett judiskt hemland i Palestina.

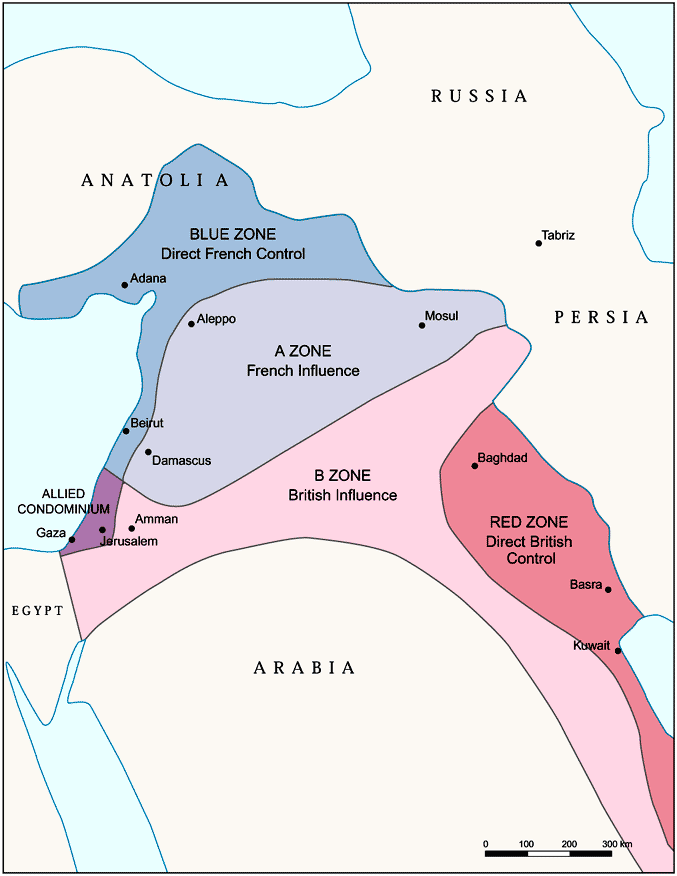
Franska och brittiska intressesfärer enligt Sykes-Picot-avtalet.

Storbritannien var vid denna tidpunkt en stormakt, och därför var det naturligt för sionisterna att söka stöd hos britterna. Sionisternas vädjan till britterna var till en början lönlös. Under första världskriget bestämde sig britterna för att erkänna den sionistiska rörelsens strävan om ett judiskt nationalhem och underförstått att också acceptera en judisk stat, men endast på villkoret att detta skulle stadfästas i en skriven deklaration, vilket gjordes i Balfourdeklarationen (1917). I denna klargörs det att britterna stödde judarnas strävan mot ett "nationellt hem" i Palestina och att den brittiska regeringen skulle arbeta för ändamålet. Däremot skulle britterna inte godkänna bildandet av ett nationellt hem för judarna om detta skulle komma att innebära att de medborgerliga eller de religiösa rättigheterna hos de icke‑judiska samhällen som redan fanns där kränktes. Britternas strategiska tanke med denna vändning var att försöka vinna stöd hos de judar som levde inom det palestinska områdets gränser och hoppas på sympati och hjälp från andra länder, framförallt från USA. USA var vid denna tid ointresserad av tanken på en judisk stat, men britterna hoppades vinna sympati hos amerikanska judar. Dessa ansågs ha stort inflytande i den amerikanska regeringen och Storbritannien hoppades att USA på så vis skulle gå med i första världskriget. Britterna hade även andra bevekelsegrunder till sitt intresse för regionen, nämligen att säkra resvägen till Indien och oljetillgångarna i Persiska viken. Efter första världskrigets slut blev Storbritannien som väntat den stat som kontrollerade Transjordanien (Jordanien), Palestina och Irak.

### Folkgrupperna i Palestina
1871–1872 uppgick antalet invånare till 382 000 personer: 85 procent muslimer, 11 procent kristna och 4 procent judar. Befolkningen bodde i sammanlagt 657 byar och 13 städer. Judarna var nästan helt samlade i Jerusalem, Hebron, Tiberias och Safed. År 1914 hade Palestina en befolkning på 791 000 personer, varav 60 000 (7,6 procent) var judar. När den brittiska mandatmyndigheten genomförde sin första folkräkning 1922 visade det sig att totalbefolkningen hade minskat till totalt 757 000, varav muslimer 590 890 (78 procent), judar 83 794 (11 procent) och resten kristna eller annat. Den judiska invandringen till Palestina tilltog och därmed även yishuv, som den judiska bosättningsgemenskapen kallades där före staten Israel fanns. Under perioden 1922 fram till 1944–45 ökade den judiska befolkningen i Palestina från cirka 83 000 till fler än en halv miljon. Tre fjärdedelar av dessa var invandrade judar medan resten var en följd av naturlig folkökning. Samtidigt fördubblades antalet muslimer till närmare en miljon, delvis genom invandring från omkringliggande länder.

## Brittiska mandatet i Palestina

### San Remokonferensen 1920–1922
Efter att ententen hade segrat under första världskriget samlades representanter från Storbritannien, Frankrike, Italien, Japan och USA (som observatör) i San Remo för att dela upp det besegrade Osmanska riket mellan sig. Här beslutades att Storbritannien skulle få i uppgift att uppfylla Balfourdeklarationen från 1917, vilken bekräftade att ett judiskt nationalhem skulle upprättas i Palestina. 1922 bekräftades judarnas rätt till Palestina då samtliga 52 medlemsländer i Nationernas förbund röstade för Palestinamandatet och tilldelade Storbritannien det administrativa ansvaret att bygga upp ett judiskt nationalhem. Detta begränsades dock av Storbritannien och Nationernas förbund då de 80 procent av Palestinamandatet som låg öster om Jordanfloden avgränsades för judisk invandring och blev grunden för den palestinsk-arabiska staten Jordanien. FN har senare bekräftat giltigheten av deklarationen genom att innesluta den i FN-stadgan (genom artikel 80). På landområdena väster om Jordanfloden gäller fortfarande deklarationen från 1922.

### Konflikten trappas upp

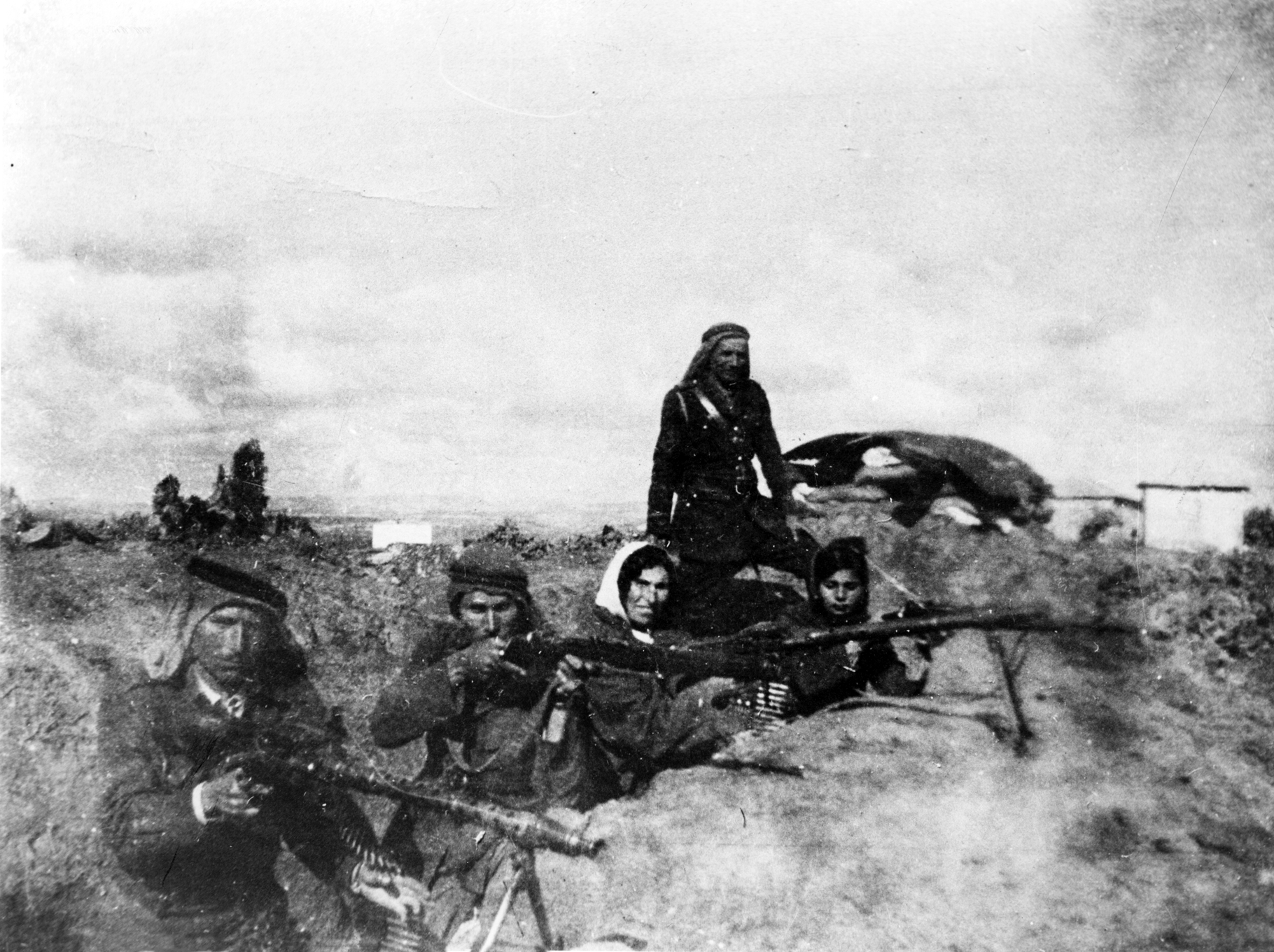
Arabiska upproret i Palestina 1936–39.

Samtidigt som Yishuv byggde upp sin framtida stat ökade oron hos araberna att de skulle bli i minoritet bland en allt större judisk befolkning. Därför växte även den arabiska nationalismen i Palestina under 1920-talet, och främst genom demonstrationer och strejker försökte rörelsen förhindra ett judiskt övertagande av Palestina. De allt större spänningar som uppstod mellan araber och Yishuv började oroa britterna, och under 1933 – för övrigt samma år som Adolf Hitler kom till makten i Tyskland – begränsade man judarnas invandring till Palestina för att förhindra allvarliga konflikter. Detta gjorde man gång på gång men lyckades inte helt hindra illegal invandring.
Mellan 1921 och 1948 var Jerusalems stormufti Haj Amin al-Husseini ledare för den arabiska nationalistiska rörelsen i Palestina. Genom att starta religiösa uppror emot Palestinas judiska invånare hade han en nyckelroll inom den arabiska oppositionen. Detta gjordes bland annat genom ryktesspridning om att judarna i själva verket var ute efter att bygga Jerusalems tredje tempel, där Klippdomen och Al-Aqsamoskén idag står.
De första stora massakern gentemot den judiska befolkningen var de så kallade Jaffaupproren, som skedde 1921. Dessa resulterade i att en judisk försvarsrörelse, Haganah, bildades. 1929 uppstod ännu en serie uppror som ett resultat av religiös spänning rörande Västra muren samt mellan arabiska och judiska grupper. Under dessa uppror skedde bland annat en massaker på judar i Hebron, där de överlevande fick lämna staden. År 1936 inledde det av al-Husseini ledda Högsta muslimska rådet de arabiska upproren, som varade fram till 1939. Upproren innebar att judar blev mördade i ett flertal städer, samt att de brittiska styrkorna ökade sin närvaro i Palestina. Amin al-Husseini blev efterlyst av Storbritannien, och flydde därför 1937 till Libanon, Irak, Italien och slutligen Nazityskland.

### Storbritanniens tillbakadragande
Inför kriget mot Nazityskland kom Storbritanniens regering till slutsatsen att fred i Palestina var nödvändig för den brittiska militärens säkerhet. Man tog avstånd från tanken på en judisk stat i Palestina och publicerade en vitbok den 17 maj 1939. Den omtolkade radikalt britternas plikter som mandatstat. Vitboken tycktes garantera ett självständigt Palestina med en arabisk majoritet. Den deklarerade att
| ” | Hans Majestäts regering tror att mandatets ramar [i vilka Balfourdeklarationen ingick] inte kunde ha avsett att Palestina skulle omvandlas till en judisk stat mot viljan hos den arabiska befolkningen i landet [...] Hans Majestäts regering deklarerar nu otvetydigt att det inte är en del av dess politik att Palestina ska bli en judisk stat. Den skulle i själva verket betrakta det som stridande mot dess skyldigheter gentemot araberna under mandatet, likaså mot de försäkringar i det förflutna som har getts det arabiska folket, att göra Palestinas arabiska befolkning till undersåtar i en judisk stat mot deras vilja.” | „ |

Judiska aktivister genomförde väpnade aktioner och terrorattacker mot britterna. Den avgörande aktionen blev sprängningen av britternas högkvarter på Hotell King David i Jerusalem 1946, ett dåd som utfördes av den judiska rörelsen Irgun. Situationen började bli ohållbar för britterna, som dessutom befann sig i sviterna efter ett nyligen avslutat världskrig. De beslöt att försöka finna en lösning på Palestinafrågan genom Förenta nationerna, FN. Det ökade våldet i området och kostnaderna för militären gjorde att Storbritannien 1947 förklarade att man inte längre kunde fullgöra sina skyldigheter som mandatmakt. Utrikesminister Ernest Bevin kritiserade i ett tal 25 februari 1947 USA:s stöd för sionismen och fördömde det judiska kravet på statsbildning. Den 26 september 1947 deklarerade britterna att de skulle dra sig ur Palestina. De avslutade ensidigt mandatet och överlämnade problemen till FN. I början av 1948 förklarade Storbritannien att man skulle lämna mandatet från och med 15 maj samma år.

### FN:s delningsplan

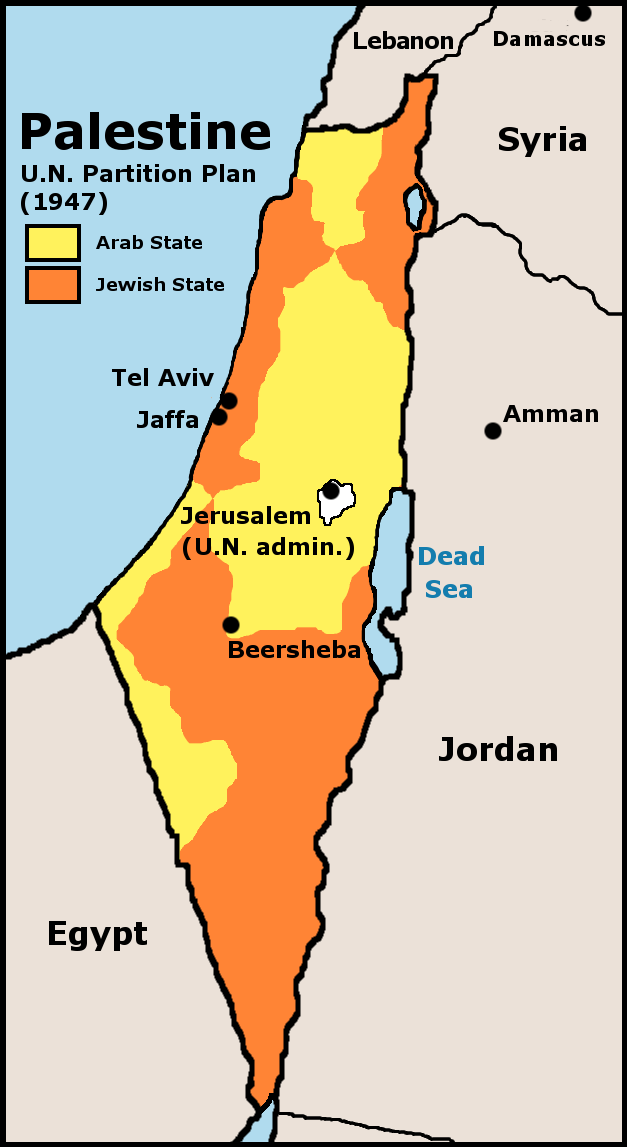
FN:s delningsplan för Palestina (1947).

FN-organet UNSCOP (United Nations Special Committee on Palestine) lade fram radikala resolutioner för Palestinas framtid. Man tänkte sig att dela upp Palestina i en judisk och en arabisk del med endast Jerusalem under internationell kontroll. Judarna accepterade delningen, men arabländerna och de palestinska araberna förkastade den. Resolutionen godtogs av de båda supermakterna USA och Sovjetunionen, som härmed började spela en betydande roll i denna region, men inte av de övriga medlemmarna i FN:s säkerhetsråd förrän en tid efter Israels självständighetsförklaring. Redan före delningsplanen hade cirka fyra femtedelar av det brittiska Palestinamandatet givits till araberna, det vill säga landmassorna på andra sidan av Jordanfloden. Judarna erbjöds omkring hälften av det som var kvar, cirka en tiondel av det gamla Palestinamandatet som de blivit lovade i Balfourdeklarationen.

### Händelser efter delningsbeslutet 1947
Krigshandlingar pågick en lång tid före britternas uttåg och utropandet av staten Israel. Under perioden från 30 november 1947 till 3 april 1948 dödades och sårades enligt en israelisk källa sammanlagt 6 187 personer, varav 2 977 araber, 2 733 judar, 430 britter och 47 andra.

#### Arabiska angrepp
Enligt Arabiska högre utskottets talesman Jamal al-Husseini – som vittnade i FN:s säkerhetsråd i den 23 april 1948 – hade de palestinska araberna direkt efter FN:s omröstning den 29 november 1947 startat stridigheterna mot judiska samhällen, städer och byar. Irreguljära arabiska styrkor började rekryteras i Syrien och organiserades i arabiska befrielsearmén (Arab Liberation Army), vilken från januari 1948 infiltrerade Palestina från Syrien och Transjordanien. Araberna gick så småningom till attack mot kommunikationer, judiska stadsdelar och judiska kolonier. I slutet av mars hade den judiska delen av Jerusalem isolerats och belägrats av arabstyrkor. Palestinska styrkor mördade också 40 judiska arbetare vid Haifas oljeraffinaderi den 30 december 1947 och dödade cirka 150 Haganah-soldater som gav upp eller var obeväpnade i Kfar Etzion den 13 maj 1948.

#### Judiska angrepp
Plan Dalet utarbetades av Haganah, det judiska samhällets underjordiska milis, i mars 1948 med syfte att ta kontroll över territoriet i den planerade judiska staten. En del historiker hävdar att det var en helt defensiv plan, medan andra hävdar att den syftade till att tvinga bort palestinierna, som en från början planerad strategi. Enligt planen skulle bland annat en del palestinska byar utplånas för att påtvinga en förflyttning av palestinierna. Byar hade attackerats redan i november 1947 efter det att FN:s delningsplan antagits, men plan Dalet innebar en mer omfattande och systematisk förstörelse. Plan Dalet började genomföras i april 1948 och innebar att Haganah började omvandlingen dels från en underjordisk milis till en reguljär armé, dels att man övergick från defensiv till offensiv verksamhet.
I april 1948 gick irreguljära palestinsk-judiska styrkor som Irgun och Sternligan in i byn Deir Yassin i syfte att bryta den jordanska blockaden av Jerusalem. Trupperna stötte på väpnat motstånd (efter att först ha mötts med vita flaggor) och eldstrider uppstod. På grund av det stora antalet (runt 107) civila palestinska förluster kom detta att kallas Deir Yassin-massakern. Massakern i Deir Yassin är en av de mest kända som judisk milis begått i regionen. Offren dog av gevärseld och av handgranater som slängdes in i deras hem av Irgun och Sternligan. Åtskilliga palestinier tillfångatogs och tvingades paradera på gatorna i västra Jerusalem. Ledare för Haganah, den reguljära judiska armén, och Yishuvs ledare David Ben-Gurion (senare Israels förste premiärminister) tog avstånd från och fördömde illdådet. I juni samma år avväpnades Irgun och Sternligan med våld av Haganah.
I den judiska psykologiska krigföringen ingick terrortaktik och förstörelse av byar. Deir Yassin-massakern utnyttjades i Irguns och Haganahs propaganda för att sätta skräck i araberna. Det arabiska militärkommandot i Haifa flydde den 21–22 april tillsammans med stadens representanter inför väntade attacker. Irgun hotade med ett nytt Deir Yasin om araberna stannade kvar. På tre dagar flydde 50 000 människor. Arabernas militära kraft krossades och det palestinska arabiska samhället föll samman. Panik rådde, och över 300 000 flydde fram till den 15 maj. Massakern i Deir Yasin blev också en orsak för arabstaterna att intervenera mot Israel. Arabförbundets generalsekreterare, Abdul Rahman Hassan Azzam, sade: "Deir Yasin var i stor utsträckning orsaken till de arabiska nationernas vrede och den viktigaste faktorn för att sända in de arabiska arméerna."
Några dagar efter Deir Yassin inträffade en massaker i Sheikh Jarrah mot en civil judisk medicinsk konvoj på väg till det belägrade Jerusalem. Ca 77 judiska läkare och sjuksköterskor mördades av palestinska styrkor. Invasionen av sex grannländers reguljära arméer startade i samband med den israeliska statens självständighetsförklaring den 15 maj 1948.

## Staten Israel bildas
När den brittiska kontrollen över området tog slut den 14 maj 1948 kunde David Ben Gurion, den förste israeliske premiärministern, förklara staten Israels självständighet som judisk stat i Palestina, omfattande de områden som enligt FN-församlingens i november 1947 rekommenderade delning av Palestina avsågs tillfalla den judiska staten. Dagen efter självständighetsförklaringen förklarade Egypten krig mot Israel tillsammans med de omgivande arabiska staterna som vägrade att acceptera den israeliska statens existens. Den nya staten erkändes dock omedelbart av USA, Sovjetunionen, Frankrike och Storbritannien.
Därmed hade en flera decennier lång mellanstatlig konflikt mellan Israel och dess grannländer inletts, liksom mellan Israel och de araber som bor i de delar av Palestina som inte ingår i staten Israel. 

### 1948 års arabisk-israeliska krig
Det arabisk-israeliska kriget 1948–1949 började när Israel anfölls av trupper från sina arabiska grannländer dagen efter Israels självständighetsförklaring den 14 maj 1948. Kriget är bland judarna känt som det israeliska självständighetskriget. Bland palestinier och andra arabiska nationaliteter är kriget och den fördrivning av palestinier som kriget medförde känd som Nakba (arabiska för "katastrof").

### Kriget efter utropandet av staten Israel
Kriget eskalerade efter det brittiska tillbakadragandet och den därpå följande judiska självständighetsdeklarationen den 14 maj 1948. Araberna hade formellt avvisat FN:s delningsplan från november 1947, vilken innebar skapandet av en arabisk och en judisk stat i Palestina. Judiska och arabiska miliser hade redan inlett stridigheter om territoriet på båda sidor om den gräns som FN anvisat. Sedan Israel ensidigt utropat sin självständighet anfölls det dagarna efteråt av en allierad front bestående av Libanon, Syrien, Irak, Egypten, Transjordanien (nuvarande Jordanien), Saudiarabien och Jemen. Israels armé uppgick till omkring 35 000 man och var bättre utbildad än den arabiska alliansens, men underlägsen i fråga om viss tung beväpning. Syftet med det panarabiska anfallet var att krossa den nya judiska stat som skapats i Palestina. Azzam Pasha, generalsekreterare i Arabförbundet, uttalade sig strax efter den 15 maj: "Detta blir ett utrotningskrig och en historisk massaker som kommer att bli lika omtalad som den mongoliska massakern och korstågen."
Efter några veckors strider hade de arabiska arméerna i stort sett besatt de delar av Palestina som FN:s generalförsamling 1947 tilldelat den föreslagna arabiska staten. Den egyptiska armén hade dessutom ockuperat delar av Negev samt Betlehem och delar av Hebron. Den transjordanska Arablegionen hade erövrat den gamla staden i Jerusalem i början av kriget, den 17 maj.
Efter en del inledande förluster började israelerna få övertaget. Den 11 juni utlyste FN ett vapenstillestånd som övervakades av FN:s sändebud, svensken Folke Bernadotte (senare mördad av den judiska terrorgruppen Sternligan). Vapenvilan varade till den 8 juli, då Egypten återupptog kriget, en dag före vapenvilan formellt skulle upphöra. Ungefär 700 000 av palestinierna flydde sitt hemland i olika vågor under 1947 och 1948. Anledningarna till palestiniernas flykt var flera: FN:s delningsplan, krigshandlingarna från båda sidor, och att de israeliska styrkorna fördrev dem. De judar som bodde på Västbanken fördrevs och de judar som bodde i arabiska länder upplevde en ökad hotbild och flydde i stort antal till den nybildade judiska staten.

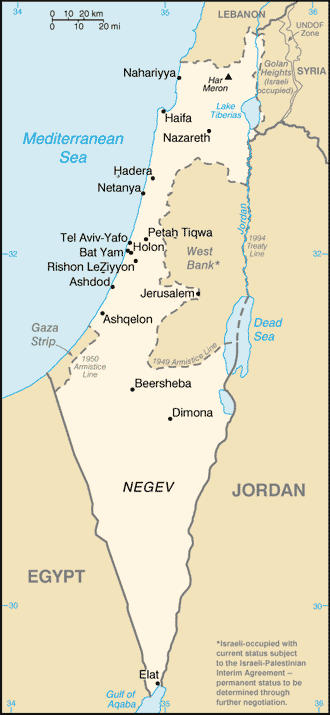
Den Gröna linjen gränser (1949).

Under de följande 15 månaderna erövrade Israel ytterligare 26 procent av Palestina och annekterade områdena. Jordanien annekterade å sin sida 21 procent av Palestina (Västbanken). Jerusalem delades i en västlig del som Israel tog i besittning och en östlig del som Jordanien gjorde anspråk på. Gazaremsan ockuperades av Egypten.

### Flyktingproblemet uppstår – israeliska tolkningar
Omkring 700 000 araber flydde eller fördrevs från den del av Palestina som Israel intog under 1948 års krig. Israeliska historiker som professor Benny Morris menar att palestinierna flydde varken på grund av direkta uppmaningar av arabledare (det traditionella israeliska narrativet), eller som en konsekvens av en medveten, aktiv policy från Israels sida att fördriva de palestinska araberna (det traditionella palestinska narrativet). Snarare tyder Morris med fleras forskning på att flyktingströmmen var en naturlig följd av de krigshandlingarna som utfördes och att den palestinska flykten utvecklades ad hoc, steg för steg. Morris har i sina studier också uppmärksammat att Israel efter kriget försvårade för många palestinska flyktingar att återvända till sina hemområden. Den israeliska historikern Ilan Pappé menar å sin sida att palestinierna flydde frivilligt eller på order av de invaderande arabiska arméerna.
Enligt beräkningar av Benny Morris kan bara en dryg fjärdedel betraktas som "normalflyktingar" och knappt tre fjärdedelar som "internflyktingar".

### Absentees' Property Law
Absentees' Property Law kallas en lag som utarbetades under 1948 och infördes 1950 med syftet att möjliggöra för Israel att expropriera fast och lös egendom från palestinier som flytt. Det var framför allt egendom i Västra Jerusalem som exproprierades och omfördelades via olika statliga myndigheter till Israels nyinflyttade judiska immigranter. Lagen har bland annat medfört att Västra Jerusalem under 2020-talet mer eller mindre enbart bebos av judar.
Palestinier som definieras som "frånvarande" (absentees) i lagen är: a) de som var lagliga ägare till egendom inom Israels landgräns eller brukade någons egendom under perioden mellan 29 november 1947 och 19 maj 1948 och samtidigt var medborgare i Libanon, Egypten, Syrien, Saudiarabien Jordanien, Irak eller Jemen. b) de som inte befann sig inom Israels landgränser under samma tid c) de som stred mot etablerandet av staten Israel.

### Palestinska byar avfolkas
Ett stort antal araber (FN:s flyktingorganisation UNRWA uppger siffran 726 000, Morris uppger 700 000) flydde eller fördrevs från sina hem av de judiska miliserna i den del av Palestina som Israel intog. Hundratals arabiska byar avfolkades till följd av detta.

### Judiska flyktingar
Sionismen hade haft mycket mindre lockelse för orientaliska än för europeiska judar. De orientaliska judarna hade historiskt sett inte lidit samma grad av förföljelse och diskriminering som drabbat de europeiska judarna, Under tiden före statens bildande kom endast ungefär 10 procent av de judiska invandrarna till Israel från Afrika och Asien. Efter Israels grundande flydde eller fördrevs många judar från arabländer i Västasien och Nordafrika till Israel. I Irak påskyndade judiska terrorister utvandringen genom att utföra bombdåd mot judar.
En judisk utvandring från arabiska och andra muslimska länder inleddes i ringa omfattning redan före 1948 års krig, intensifierades vid samma tid och pågick fram till 1970-talet. Den totala siffran fördrivna judar uppgick enligt israeliska källor till cirka 800 000-1 000 000. Ungefär 586 000 beräknas ha bosatt sig i Israel och runt 200 000 i Europa och Nordamerika.

### Den allpalestinska staten
Den 30 september 1948 utropades en palestinsk stat och en palestinsk president med regering valdes i Gazaremsan, som då kontrollerades av Egypten. Staten och regeringen existerade några veckor och erhöll i oktober 1948 stöd från Arabförbundet. Regeringen föll snart samman, delvis på grund av de inbyggda spänningarna mellan å ena sidan Egypten, som stödde staten, och å andra sidan Transjordanien som aktivt motarbetade den. Egypten och Arabförbundet stödde den All-palestinska regeringen delvis för att kunna hindra Transjordanien från att ha politiskt monopol på frågan om Palestina och palestinsk politisk representation. Den tidigare muftin av Jerusalem, Haj Amin al-Husseini, blev utnämnd till president och ledde regeringen tillsammans med Jerusalems borgmästare Raghib al-Nashashibi och partiledaren för Istiqlal-partiet Awni Abd al-Hadi.

## Israel och de arabiska områdena

### Lavonaffären
Lavonaffären kallas den politiska skandal som uppstod efter att en israelisk spioncell utfört ett flertal terroristattacker mot egyptiska och västerländska civila mål i Egypten år 1954. Attacken, som var tänkt att provocera väst till att sluta stödja Egypten, avslöjades och ledde till den israeliske försvarsministern Pinhas Lavons avgång. Troligen fanns det fler israeliska ledare än Lavon som hade godkänt attackerna, men det var framför allt han som fick ta de politiska konsekvenserna. I förlängningen anses affären ha bidragit till Israels förmåga att anskaffa kärnvapen, inte minst genom ett vetenskapligt och militärt samarbete med Frankrike.

### Suezkrisen 1956
Egyptens president Nasser beslöt i juli 1956 att nationalisera Suezkanalen i förtid. I Frankrike och Storbritannien uppfattades beslutet som en klar provokation och länderna bestämde sig för ett militärt angrepp. Israel, som i Egypten såg sin värsta fiende, anslöt sig till planen. Den 29 oktober 1956 anföll israeliska förband Egypten. Fallskärmsjägare landsattes i Sinai, och trupper avancerade snabbt mot Suezkanalen utan att möta motstånd. Följande dag erbjöd sig Frankrike och Storbritannien att temporärt ockupera Suezkanalen för att separera de egyptiska och israeliska styrkorna. Detta förslag blev som väntat avvisat av Egypten och Nasser. Därför initierade Storbritannien och Frankrike en invasion och flygbombade egyptiska baser. Segern syntes klar när striderna fick ett abrupt slut genom att de anfallande efter starka påtryckningar i FN från USA och Sovjetunionen tvingades att avbryta invasionen med påföljande vapenvila.

### 1967–1993

#### Sexdagarskriget 1967
I början av 1967 ökade spänningarna vid gränsen mellan Israel och Syrien. Så småningom fick Syrien med sig  Egypten och en rad andra arabstater och en militär uppladdning mot Israel påbörjades. I maj började egyptiska trupper marschera genom Sinaiöknen mot Israel. I början av juni 1967 bestämde sig därför den israeliska ledningen för att slå till först, hellre än att riskera statens utplåning.
Kriget inleddes 5 juni då Israel anföll Egypten efter att den egyptiska militären ockuperat en internationell handelsväg och hotat med att utplåna Israel. I den första attacken bombade Israel Egyptens flygfält. Under sex dagar erövrade därefter den israeliska armén Västbanken från Jordanien, Golanhöjderna från Syrien samt Gazaremsan och hela Sinaihalvön från Egypten. Den 22 november 1967 antog FN:s säkerhetsråd resolution 242, vilken kräver ett israeliskt tillbakadragande från mark som landet tagit i den aktuella konflikten. Resolutionen var en kompromiss mellan Sovjetunionen som stödde araberna å ena sidan och USA och västvärlden som stödde Israel å andra sidan. Jordanien och Israel accepterade resolutionen inom kort, vilket även Egypten gjorde, om än med sin egen tolkning av överenskommelsen. Ett problem (men också en förutsättning för överenskommelsen) är att det i resolutionen inte specificeras exakt vilka gränser som ska gälla eller vilken mark som Israel ska dra sig tillbaka från. Trots detta har dokumentet fått stor betydelse som utgångspunkt för framtida förhandlingar.

#### Oktoberkriget 1973
I oktober 1973 inledde Egypten och Syrien ett krig för att återta sin mark från Israel, vilket misslyckades trots inledande framgångar. USA:s utrikesminister Henry Kissinger hjälpte parterna att förhandla om fred, men han kunde bara övertyga Egyptens president Sadat att helt enkelt sluta fred med Israel. Efter hårda amerikanska påtryckningar på Israel återgick Sinaihalvön till Egypten. Israel behöll dock Gazaremsan, Golanhöjderna och hela Västbanken.
Efteråt har bland annat Jordanien slutit fred med Israel. Jordanien har avsagt sig alla anspråk på Västbanken, som man i stället menar ska utgöra grunden för en palestinsk stat. Syrien säger sig vara villigt att sluta fred med Israel i utbyte mot att återfå Golanhöjderna, men Israel är inte berett att dra sig tillbaka från hela området, i alla fall inte innan man anser sig fått försäkringar om att Syrien menar allvar med sitt löfte om fred. Israel har tidigare tillämpat stegvisa landavträdelser till Egypten.

#### Libanon – PLO, inbördeskrig och israelisk intervention
Efter att PLO efter Svarta september 1970 kastades ut från Jordanien etablerade sig organisationen i Libanon. I samband med att det libanesiska inbördeskriget bröt ut 1975 lierade sig PLO med andra styrkor och miliser på vänsterkanten, inte minst muslimska och drusiska styrkor. Under slutet av 70-talet utförde PLO attacker riktade mot Israel från sina baser i Libanon. För att driva bort PLO från gränsområdet gick Israel 1978 in i Libanon men fick dra sig ur efter några månader. År 1982 gick israelisk militär återigen in i Libanon och var under flera år verksam över stora delar av landet. Senare begränsade sig Israel till att ockupera södra Libanon, med avsikten att skapa en demilitariserad zon. År 1999 tillträdde premiärminister Ehud Barak som då lovade att Israel skulle dra sig ur Libanon inom ett år. Den israeliska armén drog sig tillbaka i maj 2000 efter starkt tryck från det internationella samfundet samt på grund av ökade förluster genom attacker från Hizbollah. Under ockupationen mellan 1982 och 2000 miste 1 216 israeliska soldater livet i Libanon. Reträtten anses ha varit oordnad, vilket ledde till att Hizbollah kunde ta över stora områden och många kopplade till den israeliskstödda Sydlibanesiska armén tvingades fly med sina familjer söderut.

#### Den första intifadan
Första intifadan, det första palestinska upproret (intifadan) mot den israeliska ockupationen utbröt i december 1987. Den första intifadan bidrog till att förhandlingar inleddes som resulterade i Osloprocessen och slutligen i Osloavtalet I 1993 samt Osloavtalet II 1995.

### 1993–2000: Osloprocessen
Osloprocessen innebar att  PLO och Israel slöt flera avtal. Det första avtalet, Oslo I från 1993 mellan den palestinske ledaren för PLO, Yassir Arafat, och den israeliska premiärministern Yitzhak Rabin, gav palestinierna självstyre i Gazaremsan och i staden Jeriko på Västbanken. Oslo II från 1995 utvidgade självstyret till palestinska befolkningscentra på Västbanken, men Israel behöll kontrollen över större delen av områdena.

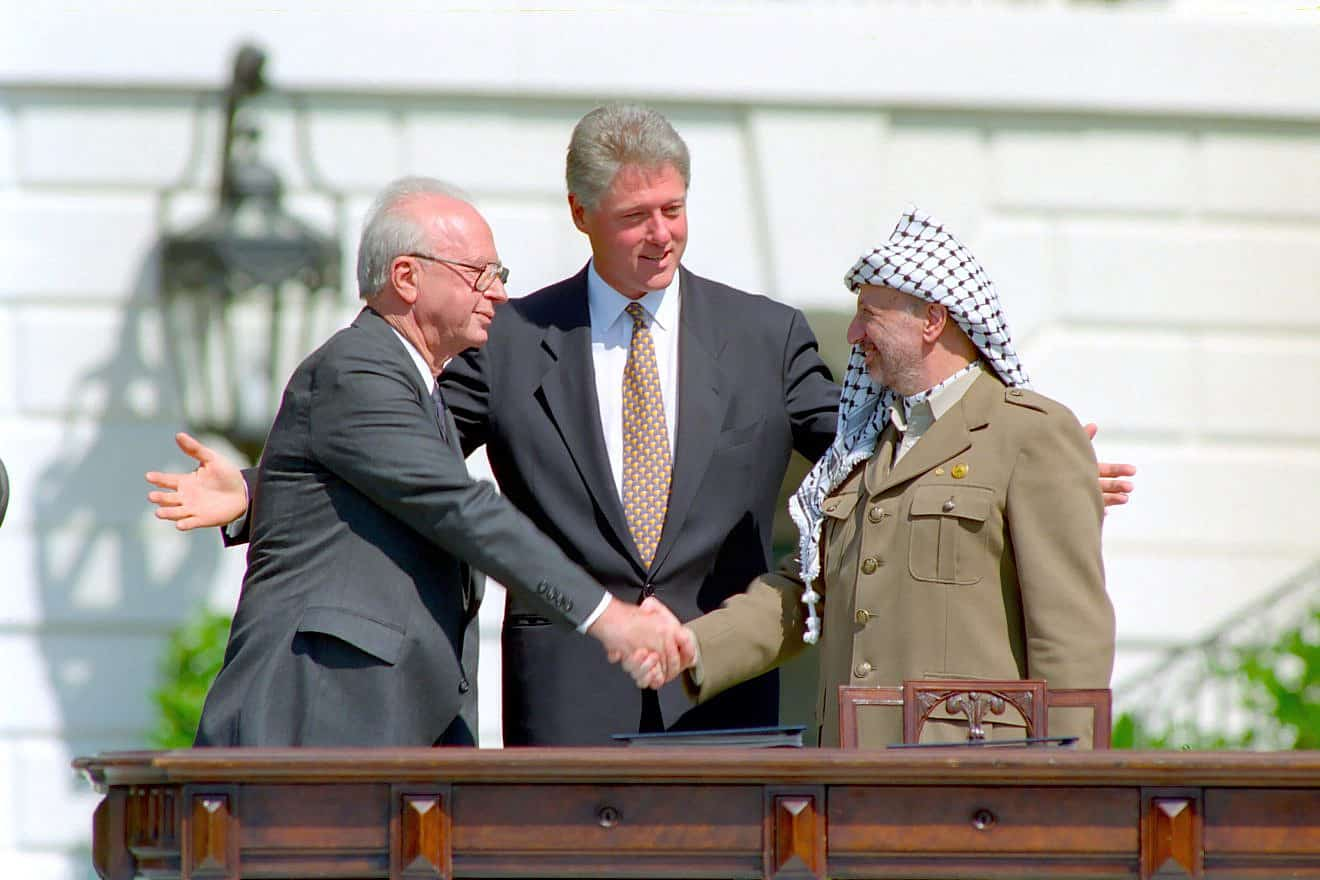
Yitzhak Rabin skakar hand med Yassir Arafat med Bill Clinton i bakgrunden, under ceremonin och signeringen av avtalet i Washington D.C., den 13 september 1993.

### 2000-talet

#### Den andra intifadan
Al-Aqsa-intifadan (ibland kallad andra intifadan) var det palestinska upproret mot Israels ockupation som inleddes den 28 september 2000 i samband med att Ariel Sharon gjorde ett uppmärksammat besök vid Al-Aqsamoskén i Jerusalems gamla stad. Besöket sågs som en provokation eftersom Sharon stödde en israelisk annektering av östra Jerusalem. Samtidigt menar bedömare att Arafats reaktion bidrog till konflikten genom att han inte försökte stävja våldet, utan snarare försökte använda upproret som ett sätt att främja palestinska intressen. Strukturella faktorer som ett palestinskt missnöje med utebliven höjning av den socioekonomiska standarden, låg rörelsefrihet, samt misslyckade förhandlingar vid Camp David i juli 2000, anses ha bidragit till ett folkligt missnöje som ledde till en konfrontation med Israel.

#### Kontroll över och blockad av Gazaremsan
Palestinska raketattacker mot Israel från Gazaremsan har skett sedan 2001. Hamas vann det palestinska valet 2007 över Fatah och vann även slaget om Gaza 2007, efter vilket Hamas övertog kontrollen över Gazaremsan. Israel inledde blockaden av Gaza i juni 2007, med stöd av Egypten. Medan Israels blockad har varit relativt konstant, så har Egyptens hantering av gränspassagen vid Rafah varierat kraftigt. Mellan 2007 och 2010 var blockaden relativt hård både från Israels och Egyptens sida, för att sedan mjukna lite efter starka internationella reaktioner på Israels attack mot en skeppsflotta med bistånd till Gazaremsan.

#### Gazakriget 2008–2009
En dramatisk upptrappning av konflikten mellan Gazaremsan och Israel skedde när Israels krigsmakt genomförde det som den kallades Operation Gjutet bly. Operationen inleddes med flygbombningar av Gazaremsan den 27 december 2008 och fortsattes den 3 januari 2009 med att Israel även gick in i Gazaremsan med marktrupper. Operationen krävde många civila dödsoffer. Under kriget dödades 1 400 palestinier  och 13 israeler (varav 10 stridande och 3 civila).
Enligt Israel var attacken riktad mot Hamas som svar på Qassam-raketerna från området mot civila mål i Israel. En FN-utredning, Goldstonerapporten, som undersökte brott mot internationella lagar som begicks under kriget, kom fram till att operationen var en medveten attack för att bestraffa, och terrorisera Gazaremsans civilbefolkning. Rapportförfattaren Richard Goldstone sade dock efteråt att dessa slutsatser var felaktiga. Undersökningar som har genomförts av FN, Amnesty International och Human Rights Watch har samtliga funnit bevis för att både den israeliska militären och palestinska milisgrupper gjort sig skyldiga till krigsbrott och brott mot mänskligheten under krigets gång. Den israeliska militären använde sig av vit fosfor vid flera tillfällen, bland annat i två attacker mot sjukhus och en attack mot en FN-anläggning i Gaza city. Raketattackerna från palestinska beväpnade grupper mot Israel bedömdes utgöra krigsbrott då attackerna inte skilde på militära och civila mål.
- Videoklipp av en raketattack i södra Israel, mars 2009.

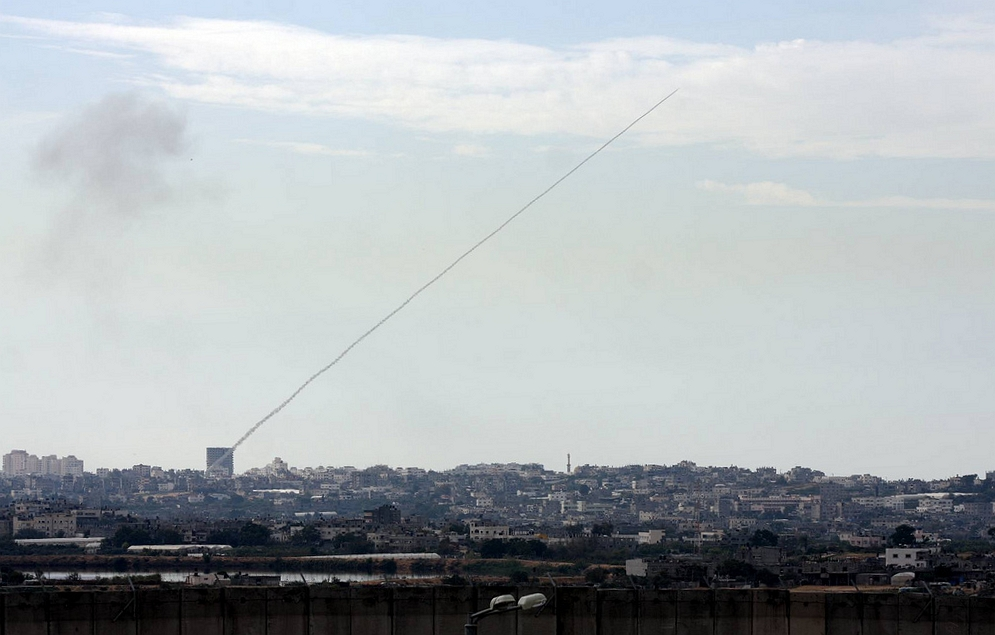
En Qassam-raket avfyrades från ett civilt område i Gazaremsan mot södra Israel, januari 2009.
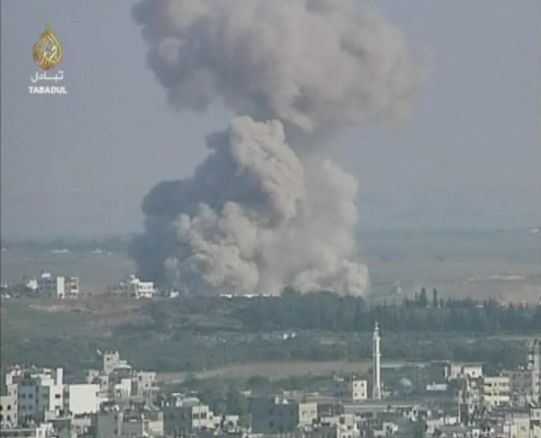
Explosion i civilt område i Gazaremsan orsakad av ett israeliskt flygangrepp under Gazakonflikten 2008–2009, januari 2009.

### 2010-talet

#### Gazakriget 2012
I november 2012 utbröt nya stridshandlingar mellan Israel och Gazaremsan. Under en dryg vecka dödades mer än 150 människor, de allra flesta i Gazaremsan. Efter att Israel utfört en riktad attack mot en av Hamas högsta befälhavare, Ahmed Jabari, en av de ansvariga för kidnappningen av Gilad Shalit samt Hamas maktövertagande av Gazaremsan som resulterade i hundratals mördade Fatah-medlemmar, svarade grupper i Gazaremsan med att skjuta raketer mot Israel, varefter Israel flygbombade mer än tusen mål i Gazaremsan. Ett vapenstillestånd kom till stånd den 21 november. Enligt överenskommelsen skulle Israel upphöra med alla fientligheter på land, till sjöss och från luften och den palestinska sidan skulle sluta med raketattacker mot Israel och attacker vid gränsen.

#### Gazakriget 2014
En förnyad väpnad konflikt mellan de palestinska motståndsrörelserna, däribland Hamas, och Israel inleddes i slutet av juni 2014 då tre israeliska bosättarungdomar kidnappades och mördades. Israel svarade med en storskalig operation på Västbanken, varvid man arresterade och fängslade mer än 500 palestinier (däribland flera parlamentsledamöter) och dödade minst 10 palestinier.
En palestinsk pojke kidnappades i Jerusalem av tre israeliska ungdomar och brändes levande. Hamas i Gazaremsan ökade raketbeskjutningen in i Israel och Israel inledde 8 juli 2014 officiellt sin militära operation Operation Protective Edge mot Gazaremsan. Den officiella israeliska förklaringen till operationen var att stoppa raketbeskjutningen från Hamas. En vapenvila trädde i kraft den 26 augusti 2014.
Antalet döda under tiden fram till 26 augusti 2014 var enligt FN minst 2 131 palestinier (1 473 civila, varav 501 barn och 257 kvinnor), 4 israeliska civila, 66 israeliska soldater och en utländsk arbetare från Thailand. Då Hamas, enligt journalister från France 24, placerade raketartilleriställningar bland bostadshus som inte evakuerats och i ett fall bara 50 meter ifrån en av FN:s byggnader blossade en debatt upp där Israel menade att civila användes som mänskliga sköldar då Israel skulle tvingas stå till svars för civila dödsoffer, något som islamister och Gazaremsans invånare avfärdade.

#### Kniv-intifadan
Under perioden från oktober 2015 och framåt skedde nära nog dagliga knivangrepp av palestinier mot israeler i Jerusalem, Gazaremsan och Västbanken i vad som kom att kallas Knife intifada(en) på engelska. Vanligen slutade dessa attacker med att angriparen blev ihjälskjuten. Från oktober till november 2015 dödades 18 israeler och nästan 100 palestinier i dessa attacker. Huvuddelen av dessa attacker utfördes av palestinska unga vuxna, ungdomar och i vissa fall även barn. Fram till februari 2016 hade 27 israeler dödats och 170 palestinier.

#### Tunnelkrigföring
Hamas använde tunnlar för att skicka in stridande i Israel. I augusti 2017 startade Israel bygget av en 60 km lång mur som sträcker sig 6 meter över och 40 meter under marken tänkt att försvåra liknande attacker.

### 2020-talet
I april 2021 ledde vräkningar av palestinier i Jerusalem till stridigheter vid Al-Aqsamoskén och Tempelberget. Den följande upptrappningen omfattade Hamas-enheters raketbeskjutning av städer i södra Israel som besvarades med artilleribeskjutning och flygräder av israelisk militär. Beskjutningen pågick in i maj. I Israels södra och norra delar skedde våldsamma demonstrationer av araber som kastade sten mot polisen. Den 12 maj uppgav Israels armé att de hade dödat 16 ledare i Izz ad-Din al-Qassam-brigaderna, som är Hamas militära gren, vilket även bekräftades av Hamas. När eldupphör framförhandlats den 21 maj efter 11 dagar hade Hamas och Palestinska islamiska jihad (PIJ) avfyrat fler än 4 360 raketer mot Israel, varav den stora majoriteten nedkämpades av luftförsvarssystemet Iron Dome, 680 träffade inom Gazaremsans gränser och 280 föll i havet. De raketer som tog sig förbi luftförsvaret dödade 12 personer. Israel angrep Gazaremsan med flygräder under elva dagar vilket dödade fler än 220 personer.
Qatar skänkte 500 miljoner dollar för att återuppbygga skadad infrastruktur i Gazaremsan efter ett toppmöte mellan Hamas anförare Ismail Hinje och Qatars emir Tamim Bin Hamad al Thani. Pengarna förs över via Israels banksystem.
I juni och juli 2021 skickades ballonger med brandbomber från Gazaremsan in över israeliskt territorium tre dagar i rad varpå Israels flygvapen svarade med markanfall.

#### Kriget mellan Hamas och Israel från 2023
Se Kriget mellan Hamas och Israel (pågående sedan 2023)

## Konfliktens dödsoffer
Konflikten har ända sedan 1930-talet krävt dödsoffer, framförallt under krigen: 1948 års arabisk-israeliska krig, Suezkrisen, Sexdagarskriget, Libanonkrigen 1970, 1982 och 2006, Oktoberkriget 1973, Gazakriget 2008–2009 och Gazakriget 2014. Även under fredligare perioder har våldet ständigt funnits med och skördat offer. För tiden efter starten av den första intifadan i december 1987 har den israeliska organisationen B'tselem samlat in och publicerat detaljerade uppgifter, inklusive berättelser om varje enskilt offer.

## Terrorism
Israels barriär på Västbanken började byggas i juni 2002 som en reaktion på palestinska attacker och självmordsbombningar. Attackerna skedde under den andra intifadan och dödade flera civila. Palestinierna anser att barriären bör rivas eftersom man ser den som ett försök från Israel att ta land på Västbanken, samt att den reducerar Palestinas användbara jordbruksmark. På vissa ställen når barriären 22 km in på palestinskt territorium, vilket kritiker menar är ett sätt för Israel att skydda olagliga bosättningar på palestinsk mark. Israel argumenterar för att barriären är nödvändig för att hindra attacker och terrorism. Vissa israeliska debattörer menar också att barriären befäster gränsen mellan Palestina och Israel och att den på så sätt kan öppna upp för en tvåstatslösning.
Många israeler vill behålla militär kontroll över delar av Västbanken i en framtida tvåstatslösning, delvis på grund av att terrorgruppen Hamas tog makten när Israel lämnade Gazaremsan. Den israeliska militären litar inte heller på den palestinska myndigheten, som använder internationella bidrag för att öppet sponsra individer (och deras familjer) som begår attacker mot israeliska mål. Detta till skillnad från Israel, som spärrar in israeler som begår brott mot palestinier. Ett tydligt exempel på detta är då en vuxen och två ungdomar kidnappade och brände en palestinsk ungdom till döds. Den vuxne ledaren dömdes till livstid och ungdomarna till 28 respektive 21 års fängelse av en israelisk domstol.

## Fredsprocessen

En fredsrörelseaffisch: israeliska och palestinska flaggor och orden fred på arabiska och hebreiska.

Camp David-avtalen i september 1978 innebar en överenskommelse om fred i Mellanöstern. USA:s president Jimmy Carter ledde förhandlingarna mellan Egyptens president Anwar Sadat och Israels premiärminister Menachem Begin på sitt lantställe Camp David i Maryland. Här lades grunden till fred mellan Israel och Egypten och ett av avtalen utgjorde även en ram för en fredlig uppgörelse i Palestinafrågan med självstyre för Västbanken och Gazaremsan.

### Madridkonferensen (1991)
En konferens i Madrid hölls 31 oktober–1 november 1991 mellan palestinska och israeliska representanter på inbjudan av USA och Sovjetunionen. Det var ett historiskt möte eftersom deltagarna för första gången förde direkta förhandlingar med varandra. Även om inga konkreta resultat nåddes var vinsten att båda parter satt vid samma bord och att palestinierna fick förhandla med Israel på samma villkor.

### Osloprocessen (1993–1995)
Osloprocessen var den första direkta överenskommelsen mellan israeliska politiker och palestinska representanter. Syftet var att skapa ett ramverk för framtida relationer mellan Israel och den framtida palestinska staten. Processen med det första Osloavtalet påbörjades i hemlighet i Oslo 1993 och blev officiellt underskriven vid en ceremoni i Washington, D.C. den 13 september 1993 av Yasser Arafat och Yitzhak Rabin. Yassir Arafat, Yitzhak Rabin och Shimon Peres fick 1994 dela på Nobels fredspris.
I maj 1994 undertecknades i Kairo ett detaljerat avtal som gav begränsat självstyre över Jeriko och Gazaremsan. Självstyret skulle verkställas genom inrättandet av den palestinska myndigheten. Lagstiftande, dömande och exekutiva befogenheter – inklusive polisväsende – överlämnades till den nyskapade myndigheten, dock behöll Israel rätten till internationella relationer. Samma år återvände Yassir Arafat till Palestina och etablerade sig i Gazaremsan. Året därpå, 1995, mördades Yitzhak Rabin av en judisk ultranationalist. 1995 undertecknades ”Oslo 2” i Washington. Det gav PLO begränsat självstyre på begränsade områden, samtidigt som Israel tilläts annektera delar av Västbanken. Båda sidor förbjöds att uppmana till våld mot varandra. Efter president- och parlamentsval 1996 blev Arafat president för palestinska myndigheten.

### Hebronprotokollet (1997)
Ett avtal slöts mellan Israel och PLO 15 januari 1997 som innebar att Hebron delades i två zoner varvid palestinierna fick tillbaka större delen av detta område som Israel ockuperat..

### Wye River-avtalet (1998)
Det så kallade Wye River-avtalet i oktober 1998 förhandlades fram vid Wye River Plantation i Maryland, USA mellan Israels premiärminister Netanyahu och den palestinska myndighetens ledare Yasser Arafat efter inbjudan till förhandlingar av USA:s president Bill Clinton. De viktigaste punkterna var att Israel gick med på att dra sig tillbaka från 13 procent av Västbankens territorium och att palestinska myndigheten förband sig att stoppa all terrorism och att alla illegala vapen samlades in.

### Camp David (2000)
År 2000 fördes samtal som ledde till fredsförhandlingar vid mötet mellan Bill Clinton, PLO-ordföranden Yasser Arafat och den israeliska premiärministern Ehud Barak. Tanken bakom mötet, åtminstone från Baraks sida, var att få till stånd ett långtgående avtal på en gång och att lämna Oslo-processens stegvisa avtalsprocess åt sidan. På grund av misslyckanden från alla parter – inkluderat USA som medlare – avslutades förhandlingarna utan något avtal.

### Taba (2001)
I Taba på Sinaihalvön fördes förhandlingar 2001 mellan palestinska och israeliska representanter. Förhandlingarna koncentrerades kring nyckelfrågorna i konflikten, det vill säga gränsdragningar, flyktingars återvändande, Jerusalems ställning och de judiska bosättningarna, men ledde inte till något avtal.

### Färdplan från Kvartetten (2002)
Den så kallade Kvartetten (USA, EU, Ryska federationen och FN) presenterade 2002 en "färdplan för fred" i tre faser. Enligt denna  skulle först våldet upphöra. Därefter skulle en provisorisk palestinsk stat upprättas och till sist skulle ett fredsavtal slutas och Israel erkännas inte bara av palestinierna utan även av omkringliggande arabstater. Parterna var överens om de åtgärder som skulle vidtas men planen genomfördes aldrig.

### Arabiska fredsinitiativet (2002)
Ett arabiskt fredsinitiativ lades fram av 21 arabstater på ett arabiskt toppmöte i Beirut 2002. Det föreslog normala kontakter med Israel om Israel drar sig tillbaka till 1967 års gränser samt en lösning av den palestinska flyktingfrågan i linje med FN-resolutionen 194.

### Annapoliskonferensen (2007)
USA försökte förnya den fredsprocessen i november 2007 genom Annapoliskonferensen (på den amerikanska flottans akademi i Annapolis i Maryland). USA:s utrikesminister Condoleezza Rice stod som värd. Målet med mötet var att inleda förhandlingar för att nå en lösning före 2008 års utgång. För första gången i en förhandIing var tvåstatslösning tydligt uttalad. President George W. Bush bjöd in palestiniernas president Mahmoud Abbas och Israels premiärminister Ehud Olmert till Vita huset före konferensen. Ett gemensamt uttalande som stödde tvåstatslösningen undertecknades av båda partema.

## Fredsrörelsen i Israel
Det gemensamma målet för fredsrörelsen i Israel är att få ett slut på ockupationen, slut på illegala bosättningar, slut på trakasserier och våld mot palestinier och upprättandet av ett rättssamhälle för alla. Men i andra avseende finns åtskilliga skillnader. Det kan röra sig om konflikt mellan vänster och höger, Delar av fredsrörelsen har samhörighet med rörelsen för global rättvisa och har på programmet ekonomisk demokrati, ekologi och klasskamp, medan andra ser ockupationen som en fristående politisk fråga. En viktig skillnad har även blivit synen på det framtida Israel. Traditionellt har fredsrörelsen i Israel varit sionistisk. Man vill ha ett säkert hem för världens alla judar och man menar att ockupationen skadar den sionistiska tanken eftersom den i verkligheten hotar den judiska staten. Det är för en sionistisk fredsaktivist självklart med en tvåstatslösning där de ockuperade territorierna bör överlämnas till en palestinsk stat och Jerusalem bli en internationell zon. Stora delar av fredsrörelsen radikaliserades emellertid efter omkring år 2000: Flera förespråkar numera en enstatslösning. Det förekommer att man säger sig vara "antisionister" och vill ha en sekulär stat präglad av etnisk mångfald.
Fredsrörelsens aktivister i Israel har det svårare än fredsaktivister i många andra länder. De hatas av sina landsmän, betraktas som landsförrädare och "självhatande judar". När de demonstrerar möts de av poliser eller bosättare. De blir ibland beskjutna med tårgas och gummikulor.
Militär och polis är oftast på plats och försöker hindra demonstrationerna. Många i fredsrörelsen anser att de är övervakade av den interna underrättelsetjänsten Shabak. De tror att telefonerna avlyssnas, att deras e-post läses och att Shabak har informatörer inom grupperna, eftersom polisen verkar känna till deras aktioner i förväg.

## FN:s syn
FN:s principer för en lösning framgår bland annat av generalförsamlingens resolution 48/158 från 1993 som inkluderar ett israeliskt tillbakadragande från palestinskt område som ockuperats sedan 1967, inklusive i östra Jerusalem, en lösning på det palestinska flyktingproblemet enligt generalförsamlingens resolution 181 och påföljande resolutioner, nedmontering av bosättningar etablerade under ockupationen, fastställandet av säkra och internationellt erkända gränser och garanti för fri tillgång till heliga platser och religiösa byggnader inom hela området.
FN:s tidigare generalsekreterare, Ban Ki Moon, har sagt i en intervju att organisationen lägger ett "oproportionerligt fokus på Israel".

## Tvistefrågor

### Kärnfrågor i konflikten

#### Vem har rätten till landet enligt Bibeln?
Enligt Gamla testamentet 4:e Mosebok gav Gud Abraham rätten till Kanans land. Detta har vissa kristna församlingar tolkat som att dagens judar har ärvt rätten till Palestina.   
Enligt andra experter på Bibeln så är detta en felaktig tolkning av Bibeln som motsägs av flera delar av Bibeln. Löftet från Gud gällde inte för evigt. Arvet kunde förloras. Det land som Gud gav till Abraham finns enligt Kristus bara i himlen, även kristna och muslimska araber kan bli arvtagare till det heliga landet genom tron. Ett citat som anförts för denna tolkning är följande:
-"Alla är ni nämligen genom tron Guds söner, i Kristus Jesus. Är ni döpta in i Kristus, har ni också iklätt er Kristus. Nu är ingen längre jude eller grek, slav eller fri, man eller kvinna. Alla är ni ett i Kristus Jesus. Men om ni tillhör Kristus, är ni också avkomlingar till Abraham och arvtagare enligt löftet"(Gal 3:26-29). 
Enligt denna bibeltolkning har dagens judar inte rätt hävda att de har någon särskild rätt till marken i Palestina/Israel på grund av det är judar.

#### Jerusalem
Jerusalem är en särskilt känslig fråga, där varje sida hävdar anspråk på denna stad. Israel menar att det "fullständiga och enade Jerusalem" utgör statens huvudstad, medan Palestina gör anspråk på Östra Jerusalem som framtida huvudstad i en palestinsk stat.

#### Palestinska flyktingar i 1948 års arabisk-israeliska krig
Den arabiska åsikten är att de som flydde från de delar av Palestina som kom att bli staten Israel ska ha rätt att återvända. De menar även att ättlingar till flyktingarna ska ha rätt att återvända. Israeliska myndigheter motsätter sig detta. Enligt det dominerande israeliska narrativet bär Israel inget ansvar för den uppkomna flyktingsituationen, utan det var arabiska stater som vilseledde palestinierna och som bär ansvaret. Vidare menar Israel att det palestinska kravet på rätt att återvända hotar staten Israels säkerhet och att rätten att återvända används selektivt mot Israel. Synen på rätten att återvända har gradvis hårdnat i Israel och enligt en opinionsmätning 2018 var 70 procent av israelerna negativa till återvändande palestinier. Världssamfundet skrev 1948, i FN-resolution nummer 194, att de som vill återvända till sina hem (i Israel eller Palestina) och leva i fred med sina grannar ska få lov att göra det.. Analytiker pekar på att rätten att få återvända till sitt hemland är ett återkommande krav i internationell rätt när det gäller konflikter, bland annat i Bosnien, Rwanda, Cypern och Kosovo. UNHCR och amerikanska utrikesdepartementet har också pekat på en rad fall där släktingar till flyktingar fått ärva rätten att återvända, till exempel i Cypern, Rwanda och Kosovo, men även i Afghanistan, Somalia, Myanmar, med flera stater.

#### Israeliska bosättningar på Västbanken
Under åren efter sexdagarskriget, och särskilt under 1990-talet etablerades israeliska bosättningar på Västbanken. Det fanns 2008 över 400 bosättningar med totalt mer än en halv miljon invånare på Västbanken. 21 procent av arealen för bebyggelsen på bosättningarna var 2010 på privatägd palestinsk mark.
Den palestinska synen, som delas av en stor del av världens länder, är att bosättningarna är olagliga och bryter mot folkrätten. FN:s resolutioner säger att det är otillåtet att exploatera privat mark och har uppmanat Israel att avveckla bosättningar på palestinskt område. Israels åsikt har varit att stora delar av bosättningarna måste vara kvar, dels med motiveringen att bosättningarna utgör en säkerhetsgaranti mot en framtida invasion, dels utifrån religiösa argument om judarnas religiösa plikt att bosätta sig över hela Israels land.

#### Israels säkerhetsintresse
Palestinska våldsdåd, inte minst självmordsattentat, har hotat israelisk civilbefolkning. Israel argumenterar för att byggandet av landets barriär mot Västbanken, även kallad muren, har reducerat antalet självmordsattentat. Internationell kritik från bland annat Amnesty international har vänts mot att muren har anlagts på palestinskt territorium, något man menar går utöver Israels säkerhetsintresse.

#### Vattenresurser
I området är vattenresurserna av vital betydelse. Israel hämtar en hel del av sitt vatten från källor belägna på Västbanken. Palestinierna kräver att i sin kommande stat ha tillgång till naturresurser som möjliggör utveckling av samhället. Det finns en ojämlikhet i tillgången på vattnet – särskilt på Västbanken – som delvis kan härledas till fredsavtal mellan parterna som tecknades på 1990-talet. Bland annat angavs det att Israel skulle få del av 80 procent av Västbankens vattenkällor och att palestinier skulle få tillgång till resterande källor, samt möjlighet att köpa vatten av Israel.
I en Amnestyrapport från oktober 2009 anklagades Israel för att stoppa vattentillförseln till palestinierna. Israel hade enligt rapporten total kontroll över de gemensamma vattenresurserna. Enligt Amnesty hade bristen på vatten fått förödande konsekvenser på odlingsmarken i området. Israel använde mer än 80 procent av vattnet från den viktigaste undervattenskällan, vilket innebar att palestinierna endast hade tillgång till 20 procent. Vid tillfället var det palestiniernas enda vattenkälla, medan israeler även hade tillgång till vatten från Jordanfloden. Medelförbrukningen för palestinier var 2009 på 70 liter per person och dag, för israeler var den på 300 liter per person och dag. De 450 000 israeliska bosättarna använde mer vatten än 2,3 miljoner palestinier.

## Nuläget
Åtskilliga försök har gjorts att nå en fredlig lösning på den israelisk-palestinska konflikten. En av de viktigaste överenskommelserna beskrivs i vad som kallas Osloprocessen (eller Osloavtalen). Enligt denna skulle palestinierna stegvis få utökad självständighet. Inrikespolitiken i Israel och interna maktkamper på palestinskt håll har dock ett flertal gånger lagt hinder i vägen för denna utveckling. Sedan 1994 finns ett visst mått av självstyrelse genom den Palestinska myndigheten, som handhar vissa inrikespolitiska frågor och upprätthåller en egen poliskår. Under år 2000 genomfördes samtal vid Camp David mellan Yassir Arafat och Ehud Barak.
Från Gazaremsan har det regelbundet skjutits raketer in i Israel. Som svar på detta har de palestinska områdena angripits med bland annat flygattacker. Israelerna har även demolerat palestinska byggnader, bland annat bostäder där personer som man menar attackerat Israel har bott. Kritiker menar att detta är kollektiv bestraffning då inte terroristerna själva utan deras familjer drabbas. Palestinska myndigheter betalar dock palestinier för att utföra terroristattacker mot civila judar, vilket Israel anser är tillräckligt för att demolera byggnader som tillhör terroristernas familjer för att minska incitament till att utföra dåden. Den 28 juni 2006 inledde Israel en offensiv i Gazaremsan, kallad Operation Sommarregn. Israel hävdade att det var ett berättigat svar för att hitta en kidnappad israelisk soldat.

### Ockupationen
Israel ockuperar sedan sexdagarskriget 1967 vissa av före detta Palestinamandatets områden som av omvärlden ses som palestinska. Dessa områden, Gazaremsan, Västbanken och östra Jerusalem, har tidigare kontrollerats av Egypten respektive Jordanien.

#### Västbanken
I januari 2006 fanns det omkring 400 000 israeler på Västbanken.
Efter den andra intifadan började Israel uppföra en barriär på Västbanken, bestående av stängsel eller mur. Israel menar att den skyddar landets befolkning från terrorattentat, medan kritiker påpekar att stora avsnitt av muren är placerad långt in på Västbanken och har till syfte att konfiskera palestinsk mark. Israel menar att barriären har fungerat, eftersom antalet självmordsattacker minskat. Avspärrningen har dock fått kritik för att den i stora delar är placerad på ockuperat palestinskt territorium och därmed utgör en svår situation för många palestinier. Barriären har orsakat stora protester bland palestinierna och även bland några israeler, dels eftersom den dragits så att vattenresurser och bördiga jordbruksområden hamnat på den israeliska sidan, dels därför att den påtagligt försvårar palestiniernas tillgänglighet till sjukhus, skolor, ålderdomshem och annan samhällsservice och för att familjer skilts åt. Vid några tillfällen har den israeliska högsta domstolen dömt till palestiniernas fördel och tvingat fram nya sträckningar av barriären.[källa behövs]
Efter att FN:s generalförsamling i december 2003 ställt en förfrågan till Internationella domstolen i Haag avgav domstolen i juni 2004 ett rådgivande yttrande, där Israels mur (domstolen använde på engelska ordet wall, på franska mur) på ockuperad mark befanns strida mot internationell rätt. Röstsiffrorna i domstolen var 14 mot 1, bara en amerikansk domare röstade mot. Domstolen menade att ”uppförandet av den mur som byggs av ockupationsmakten Israel på de ockuperade palestinska territorierna, inkluderande i och runtom östra Jerusalem [...] strider mot internationell rätt.” Vidare förklarade domstolen att ”Israel är förpliktigade att avsluta sina brott mot internationell rätt; är förpliktigade att omedelbart upphöra med byggandet av muren på de ockuperade palestinska territorierna, inkluderande i och runtom östra Jerusalem, att omedelbart montera ned den konstruktion som där finns, och dra tillbaka eller upphäva restriktioner som hämmar denna omedelbarhet” vidare att ”Israel är förpliktigade att återgälda för all skada som byggandet av muren åsamkat”. Domstolen säger att ”det är alla staters skyldighet att inte erkänna den illegala situation som uppstått genom byggandet av muren” och att alla stater har skyldighet att se till att Israel följer internationell lagstiftning såsom den är formulerad i Fjärde Genèvekonventionen. Vidare uppmanar domstolen FN:s säkerhetsråd och generalförsamling att ”beakta ytterligare åtgärder för att upphäva den illegala situation som murbygget [...] gett upphov till”.

#### Israels och Egyptens blockad av Gazaremsan
Hösten 2005 utrymde Israel sina bosättningar i Gazaremsan, och ungefär 14 000 bosättare tvångsevakuerades. Resultatet blev ökade raketanfall från Gazaremsan mot israelisk civilbefolkning. För att en ockupation enligt folkrätten (Genèvekonventionen) skall anses vara hävd, skall den ockuperande makten även upphöra med den militära kontrollen av området i fråga. Då Israel av säkerhetsskäl har behållit kontrollen av luftrummet och sjötrafiken och dessutom stängt Gazaremsans landförbindelser mot Israel råder delade meningar om ockupationen kan anses vara helt avslutad. 
I december 2009 började Egypten bygga en 14 kilometer lång barriär vid sin gräns till Gazaremsan, och i nuläget är Gränsövergången Rafah landets enda väg in till Palestina. Blockaden medfört en humanitär kris, en situation som har liknats vid ett utomhusfängelse där människor har att leva i krigets ruiner. 
En vanlig uppfattning är att blockaden är en form av kollektiv bestraffning, något som är olagligt enligt internationell rätt. En rapport från Amnesty i januari 2010 säger, att Israels och Egyptens blockad av Gazaremsan innebär en kollektiv bestraffning av Gazaremsans invånare snarare än ett hinder för raketattacker och vapensmuggling.

#### Inrikespolitisk fråga i Israel
Ockupationen och bosättningarna är en svår inrikespolitisk fråga i Israel, där det finns tre politiska huvudlinjer. Högerpartierna och de nationalreligiösa (där bosättarrörelsen har starkt inflytande) anser att Israel har den historiska och religiösa rätten till alla palestinska områden. Bland anhängarna av det nybildade Kadimapartiet är en vanlig uppfattning den, att Israel borde försöka behålla östra Jerusalem och de största bosättningarna och göra barriären till ny gräns men dra tillbaka andra bosättningar. Den israeliska yttersta vänstern liksom fredsrörelsen i Israel anser att Israel bör dra sig tillbaka inom 1967 års gränser.
Det finns också så kallade refuseniks, israeliska soldater och officerare som helt vägrar att göra tjänst på ockuperat palestinskt område, eftersom de anser att ockupationen är orättfärdig och att den därmed förlänger konflikten med palestinierna. Enligt militären uppgick de 2003 till 26. Enligt refusenik-organisationen Yesh Gvul uppgick de till 76. Ett upprop där man förbinder sig att inte tjänstgöra utanför den gröna linjen har undertecknats av 633 reservister. Refuseniks har mött kraftiga avståndstaganden från det israeliska samhället och vunnit stöd endast av den yttersta vänstern. I samband med evakuering av bosättningar har en del soldater vägrat att utföra evakueringarna. Man motiverar det med att de är olagliga. Ett upprop med innebörden att man skulle vägra driva ut bosättare publicerades 2002 med 10 000 undertecknare och organisationen som stod bakom initiativet hävdade senare att man hade 30 000 undertecknare. Saken fördömdes av bosättarnas ledare.

#### Palestiniers rörelsefrihet
Efter den andra intifadan, som kostade över tusen israeliska liv, upprättade Israel visitationszoner på Västbanken. Detta har minskat antalet terroristattacker men har å andra sidan kraftigt begränsat palestiniers rörelsefrihet i de ockuperade områdena. Blockaden av Gazaremsan har orsakat stora humanitära svårigheter då den bland annat påverkar inflödet av utrustning och medicin. Gazaremsan gränsar även till ett annat land – Egypten – som även de har valt att stänga sin gräns för gazabor på grund av risken för terrorism.
På Västbanken finns drygt 600 israeliska vägspärrar och avspärrningar som hindrar palestiniernas rörelsefrihet. Israeliska soldater och bosättare begår allvarliga övergrepp mot palestinier, inklusive rättsstridigt dödande, misshandel och angrepp på egendom. De har i de flesta fall åtnjutit straffrihet.
Israeliska bosättares våld mot palestinier har kritiserats i rapporter från FN-organ och olika människorättsorganisationer liksom statliga israeliska utredningar. Israel har upprepade gånger anklagats för att inte fullgöra sina plikter och skydda den palestinska civilbefolkningen mot bosättarnas attacker.
Attacker inträffar regelbundet och har blivit rutin i en del palestiniers vardag. Rapporter konstaterar att bosättarvåldet inte sker slumpartat utan ofta är välplanerat, ideologiskt drivet och med målsättningen att uppnå herravälde över ett visst område. I en del fall har bosättarnas attacker varit så systematiska att palestinier känt sig tvungna att flytta. Bland våldshandlingarna nämns hur bosättare hetsat sina hundar mot kvinnor och barn, misshandel med olika tillhyggen, förgiftning av boskap samt nedbrända olivlundar. I Hebron har omkring 40 procent av lägenheterna och 75 procent av all affärsverksamhet i den gamla stadsdelen, som tidigare var kommersiellt centrum för hela södra Västbanken, övergivits.
Konflikten kräver fortfarande offer i form av skadade och dödade. Antalet skadade och dödade palestinier är betydligt högre än antalet skadade och dödade israeler.
Människor från andra länder försöker hindra en del av övergreppen genom att finnas på plats, ledsaga barn till skolor och dokumentera det som sker. Sådan hjälp kommer annat från Ekumeniska följeslagare och International Solidarity Movement (ISM). Den kristna befolkningen i Palestina har 2009 genom Kairos Palestina vädjat om stöd från de kristna runtom i världen och uppmanas bland annat till bojkott av varor från de israeliska bosättningarna.[källa behövs]

##### Rättskipning
Omedelbart efter ockupation av Västbanken 1967 deklarerade den israeliska militären full jurisdiktion över alla personer på ockuperat territorium som gjorde sig skyldiga till brott mot militära lagar.

###### Militärdomstolar
Man upprättade militära domstolar belägna på israeliska militärbaser på ockuperat territorium. På Västbanken finns två militärdomstolar i första instans. Den ena är Ofers militärdomstol som ligger mellan Jerusalem och Ramallah och benämns av israeliska myndigheter som Military Court of Judea. Den andra är Salems militärdomstol som ligger nära staden Jenin på norra Västbanken. Israeliska myndigheter benämner denna domstol som Military Court of Samaria.[källa behövs]

###### Jurisdiktion
De israeliska militärdomstolarna har exklusiv jurisdiktion över alla säkerhetsbrott på Västbanken. Domstolen har också jurisdiktion över andra brott som begås på Västbanken såsom trafikbrott, skattebrott och brott mot olika tillståndslagar. IDF delar in brotten i fem olika kategorier. I kategorin "fientlig terroristverksamhet" ingår deltagande i terroristattacker och militär utbildning, samt vapenbrott och vapenhandel, men också brott som gäller medlemskap i "obehöriga föreningar" - förbjudna föreningar som har förbjudits av den militära befälhavaren. Den andra kategorin, "störning av fred ", omfattar brott sådant som stenkastande och uppmaning till våld. "Vanliga" brott - stöld, rån och liknande – går under den tredje kategorin. På senare år har en ny kategori lagts till: "olaglig närvaro i Israel ". Den femte och sista kategorin utgör trafikbrott i de ockuperade områdena.[källa behövs]

###### Tillämpliga lagar i militärdomstolarna
Tre olika lagstiftningar styr rättsprocessen i militärdomstolarna. 
- den israeliska militärlagstiftningen genom militärorder
- den brittiska undantagslagstiftningen från 1945
- jordansk lagstiftning. Vid en situation då israelisk militärlagstiftning står i strid med jordansk lag bedöms militärlagstiftningen vara lex specialis.

Den israeliska militärbefälhavaren på ockuperat territorium utfärdar militärorder som omedelbart gäller som lag på ockuperad mark. Det finns omkring 2500 militärorder som styr stora delar av palestiniernas liv på Västbanken.

###### Barn och ungdomar
Varje år frihetsberövas och åtalas många palestinska barn och döms i israeliska militärdomstolar. Ett vanligt brott är att barnen kastat sten mot soldater. 
Enligt Artikel 1 i barnkonventionen avses med barn varje människa under 18 år, om inte barnet blir myndigt enligt den lag som gäller barnet. En israelisk militärorder 132 definierade förut ett barn på som en person under tolv år. Enligt både israelisk, jordansk och palestinsk lag är personer under 18 år ett barn. Den israeliska militärdomstolen har numera höjt åldern på att räknas som barn till 18 år för samtliga brott utom våldsbrott. Enligt en rapport från Unicef i mars 2013 hade minst 7 000 palestinska barn gripits, förhörts och åtalats i Israel under den senaste tioårsperioden. Grym, omänsklig och nedsättande behandling av barnfångarna syntes vara "utspridd, systematisk och institutionaliserad".
Arrestering och förhör av förövarna har beskrivit som inhumant och genomfört med övervåld.

###### Gripande, arrestering och förhör
År 1993 utvärderade Israel riktlinjerna för förhörsmetoder. Av de nya reglerna framgick bland annat behovet att motivera användningen av "moderate physical pressure" i varje enskilt fall. I september 1999 avkunnade HCJ (Högsta domstolen i Israel) en dom beträffande användandet av "moderate physical pressure". Domstolen förbjöd ett rutinmässigt användande av "moderate physical pressure", men förbjöd inte metoden under exceptionella förhållanden. Domstolen tog inte ställning till om "moderate physical pressure" kunde likställas med tortyr.

###### Förbättringar
Numera[när?] har Israels militärlagar på Västbanken ändrats och stadgar bland annat att en misstänkt (gäller barn och vuxna) inte får hållas arresterad längre än 96 timmar innan möte med domare. Föräldrarna till ett barn som arresteras skall omedelbart få information på både hebreiska och arabiska om vart barnet befinner sig och vilka brott som barnet misstänks för. Barnet skall endast handfängslas och/eller få ögonbindel om ett omedelbart säkerhetshot råder.

###### Försvarsadvokater
Barnens försvarsadvokater är civila. De kan vara dels israeliska medborgare vilket inkluderar både judar och araber dels palestinier boende på Västbanken. De palestinska försvarsadvokaterna som bor på Västbanken har sina identitetskort utfärdade av den palestinska myndigheten, förutom de som bor i östra Jerusalem. De har israeliska identitetshandlingar. Denna distinktion är betydelsefull eftersom en palestinsk advokat som har sin identitetshandling från den palestinska myndigheten inte kan besöka sina klienter som sitter i fängslat förvar i Israel. Då måste en advokat med israeliskt medborgarskap ta över ärendet.
Försvarsadvokater har framfört till domstolen att de får del av anklagelserna mot sin klient alldeles för sent för att kunna förbereda ett försvar. Oftast får de tillgång till åtalet precis före en domstolsförhandling. Försvarsadvokater har också klagat på att de inte får tillgång till handlingarna på arabiska utan endast på hebreiska. De palestinska barnen på Västbanken talar inte hebreiska.

###### Inrättandet av ungdomsdomstolar
Den 1 november 2009 införde den israeliska militären för första gången ungdomsdomstolar. I ungdomsdomstolarna förs endast ett barn in i rättegångssalen åt gången, men fortfarande iförda hand- och fotfängsel. Tidigare har de palestinska barnen prövats i samma militärdomstol som vuxna. Då var det vanligt att flera barn fördes in i rättegångssalen samtidigt och tillsammans med vuxna som också skulle dömas.

###### Fängslande utan rättegång
Israel håller hundratals palestinier fängslade utan rättegång. Amnesty International har protesterat mot detta. Aktuella siffror över antalet fängslade finns hos den israeliska organisationen B'tselem.

##### Övergrepp mot palestinier
Palestinier som utsätts för övergrepp från israelisk militär och bosättare har svårt att bli trodda, när de ska anmäla övergreppen. En israelisk människorättsorganisation har försett mer än 200 amatörfilmare med videokameror så de ska kunna dokumentera våldet under ockupationen att använda som bevis vid rättegångar.
Flera tusen palestinier hålls i israeliska fängelser. Tortyr och misshandel har utförts av den israeliska säkerhetstjänsten framför allt under förhör med palestinier som misstänkts för att planera eller vara inblandade i väpnade attacker.

##### Raketattacker mot israelisk civilbefolkning
Palestina har, främst genom Hamas och Islamiska Jihad, upprepade gånger brutit mot internationell rätt genom raketbeskjutningar som riktar in sig på Israels civilbefolkning. I vissa fall har raketbeskjutningarna från Palestina varit så intensiva att Israel har tvingats evakuera tusentals civila från de mest drabbade områdena.
Israels försvarsmakt har därför etablerat varningssystemet "Kod röd" (hebreiska: צבע אדום). Detta system består av en sofistikerad radar som upptäcker raketer vid deras avfyring. Genom högtalare varnas civila med en tidig notis om att ta skydd, vilket ger dem 15 sekunder att söka skydd i skyddsrum innan raketen träffar. Enligt israelisk lag är det obligatoriskt för samtliga byggnader i landet att ha tillgång till bombsskyddsanläggningar.
Även om majoriteten av raketerna skjuts ner av luftvärnssystemet Iron Dome, når en del israeliskt territorium med dödliga konsekvenser. I vissa fall når raketerna inte Israel utan landar på palestinsk mark. Detta har resulterat i ett flertal kontroversiella nyhetsrapporter som först anklagar Israel för dödliga attacker mot Gazaremsan, endast för att i senare utredningar fastställa att det var palestinsk raketbeskjutning som orsakade dödsfallen.
Israel har flera gånger svarat på raketattackerna genom att beskjuta mål i Gazaremsan.

### Den geografiska konflikten
Man kan här hitta flera olika uppfattningar.
- Tvåstatslinjen. Denna linje, företrädd av EU, USA, FN samt av de större israeliska partierna och flera palestinska grupperingar utgår från att de av Israel ockuperade områdena på Västbanken och Gazaremsan skall utgöra grunden för en palestinsk stat. Bland dem som företräder denna linje finns flera olika varianter, från dem som anser att 1967 års gräns ska utgöra gränsen mellan Israel och Palestina till dem som anser att stora delar av Västbanken ska tillfalla Israel, ofta genom kompensation av andra delar av Israel.
- Den höger-israeliska linjen. Linjen, som framför allt drivs av den judiska bosättarrörelsen, anser att det "heliga landet", det vill säga hela Palestina, är ett förlovat land som i sin helhet skall utgöra en judisk stat.
- Enstatslösningen. Det finns fraktioner som har en enstatslösning som krav. Dessa fraktioner har emellertid skilda ståndpunkter i viktiga frågor, exempelvis i frågan huruvida statsbildningen ska vara en muslimsk, judisk eller sekulär stat. Företrädare för Islamiska jihad förfäktar att en palestinsk stat ska vara grundad på sharialagar, medan företrädare för marxist-leninistiska PFLP anser att staten skulle vara sekulär. Enstatslösningen framhålls också som ett alternativ bland ett ökande antal israeliska och judiska intellektuella så som Ilan Pappé, Gilad Atzmon med flera.

Jerusalems framtida ställning utgör ett speciellt problem.